# Herne

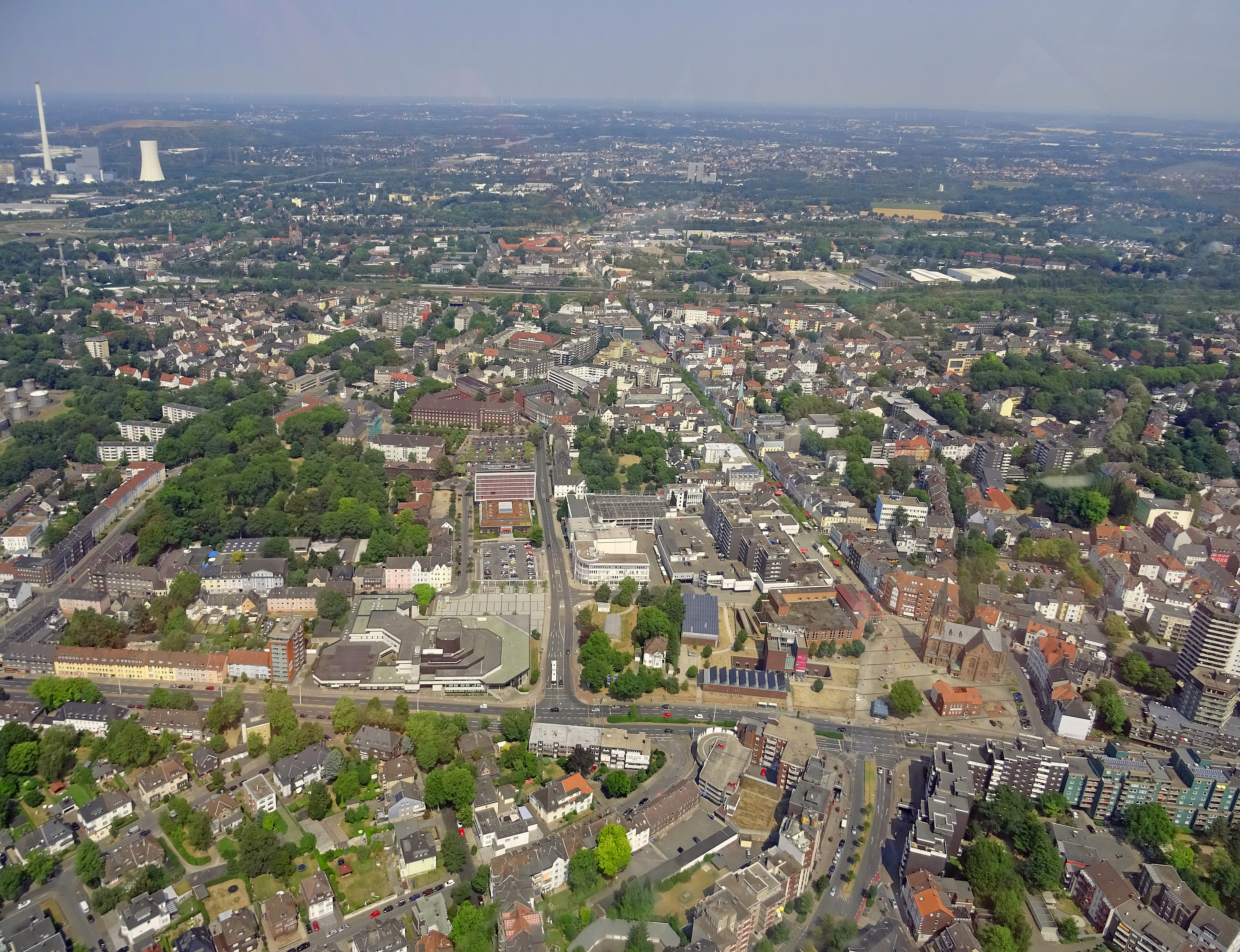
Luftbild des Stadtzentrums von Herne

Herne ist eine Großstadt im Ruhrgebiet in Nordrhein-Westfalen. Sie ist eine kreisfreie Stadt im Regierungsbezirk Arnsberg und in der Landesplanung als Mittelzentrum ausgewiesen. Herne ist Mitglied im Regionalverband Ruhr und im Landschaftsverband Westfalen-Lippe.
Die Stadt in ihren heutigen Grenzen ist das Ergebnis mehrerer Gebietsreformen, durch die umliegende Gemeinden, darunter 1975 die ehemalige Großstadt Wanne-Eickel, nach Herne eingegliedert bzw. mit dieser Stadt zusammengelegt wurden. Herne gehört mit seinen etwa 157.000 Einwohnern zu den kleineren Großstädten des Landes und ist nach Offenbach am Main die der Fläche nach zweitkleinste Großstadt Deutschlands. Herne weist nach München, Berlin und Stuttgart die viertgrößte Bevölkerungsdichte aller Städte in Deutschland auf.
In der Vergangenheit war Herne vom Steinkohlenbergbau geprägt. Bekannt waren dabei die Zechen Shamrock, Constantin, Mont Cenis und Friedrich der Große.

## Geografie

### Lage

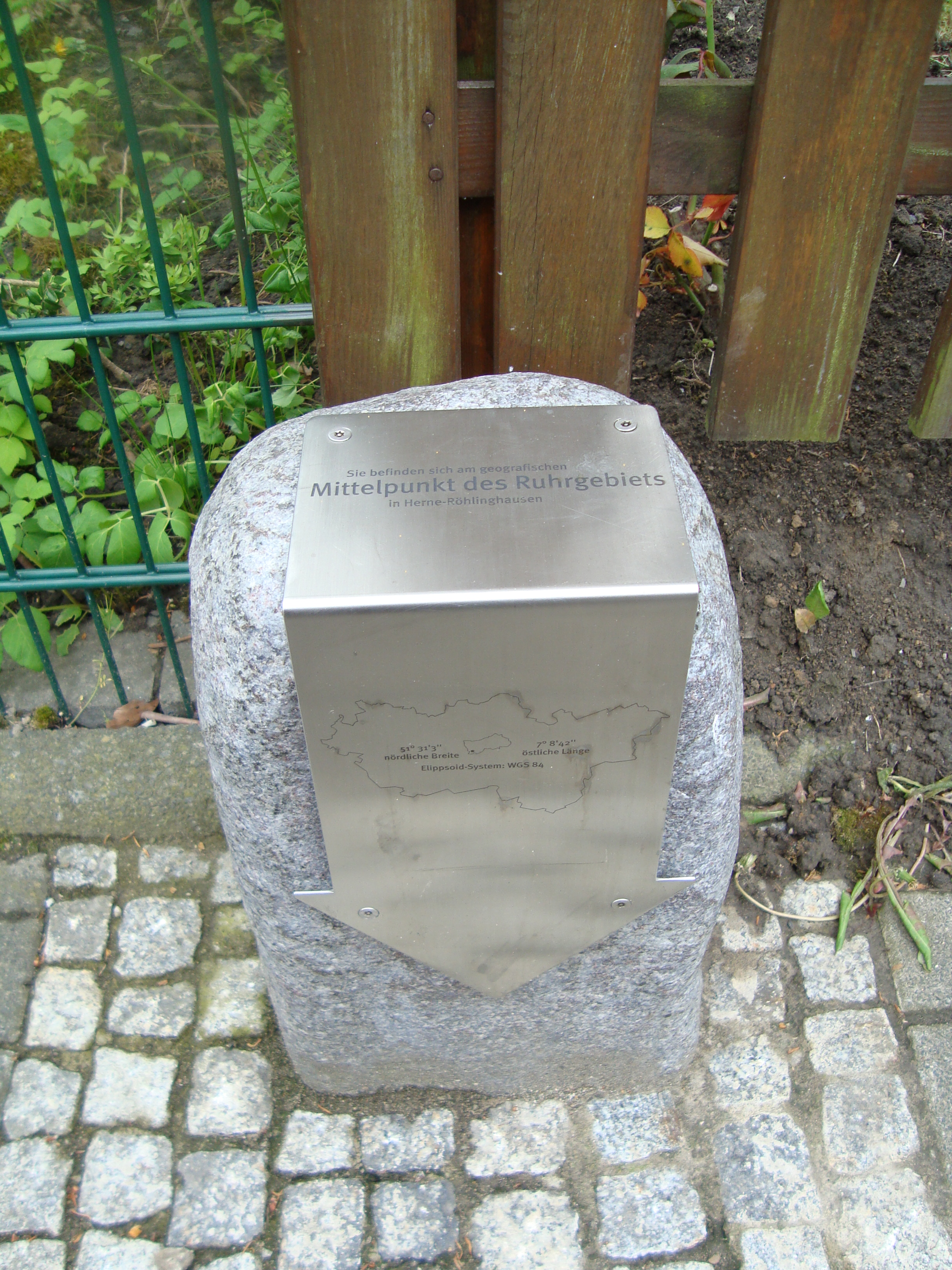
Mittelpunkt der Metropole Ruhr an der Rolandstraße 49 in Röhlinghausen

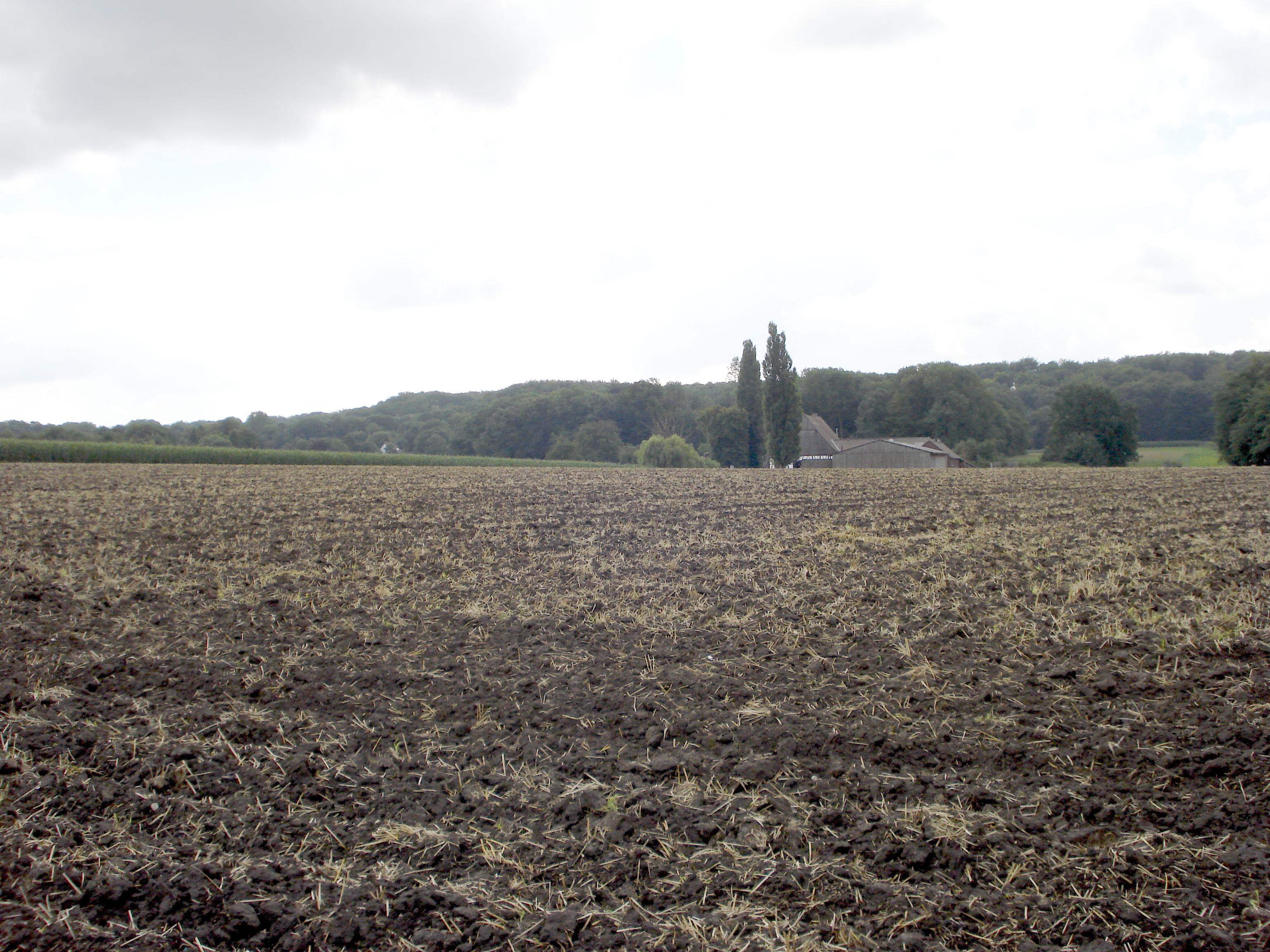
Trotz der hohen Bevölkerungsdichte gibt es in Herne auch ländlich geprägte Landschaften, wie hier im Süden des Stadtgebietes

Herne liegt zwischen Bochum und Recklinghausen auf dem südlichen Talhang der breiten Emscherniederung inmitten einer Bergbau- und Industrielandschaft auf sandigen Terrassenflächen der Emschertalung. Der höchste Punkt im Stadtgebiet liegt 130 m ü. NHN, der niedrigste Punkt 33 m ü. NHN.
Die Stadtgrenze ist 42,80 km lang. Die größte Ausdehnung des Stadtgebiets beträgt in Nord-Süd-Richtung 6,30 km und in West-Ost-Richtung 12,20 km.
Naturräumlich hat die Stadt jeweils etwa zur Hälfte Anteil am Westenhellweg, insbesondere im Süden und Süd-Osten, und in den nördlichen Stadtteilen am Emscherland. Der Stadtbezirk Wanne liegt vollständig im Emscherland.
Der Regionalverband Ruhr hat im Jahr 2012 die räumliche Ausdehnung und die Grenzen des Ruhrgebiets bestimmt. In diesem Zusammenhang wurde der Mittelpunkt des Ruhrgebiets rechnerisch zwischen den westlichsten und östlichsten sowie den nördlichsten und südlichsten Punkten ermittelt. Der Schnittpunkt und somit der Mittelpunkt der Metropole Ruhr liegt im Stadtteil Röhlinghausen an der Rolandstr. 49 in 51° 31′ 3″ N, 7° 8′ 42″ O. An dieser Stelle wurde am Rand des Gehwegs ein Granitstein mit der Aufschrift Sie befinden sich am geografischen Mittelpunkt des Ruhrgebiets in Herne-Röhlinghausen aufgestellt.

### Gewässer

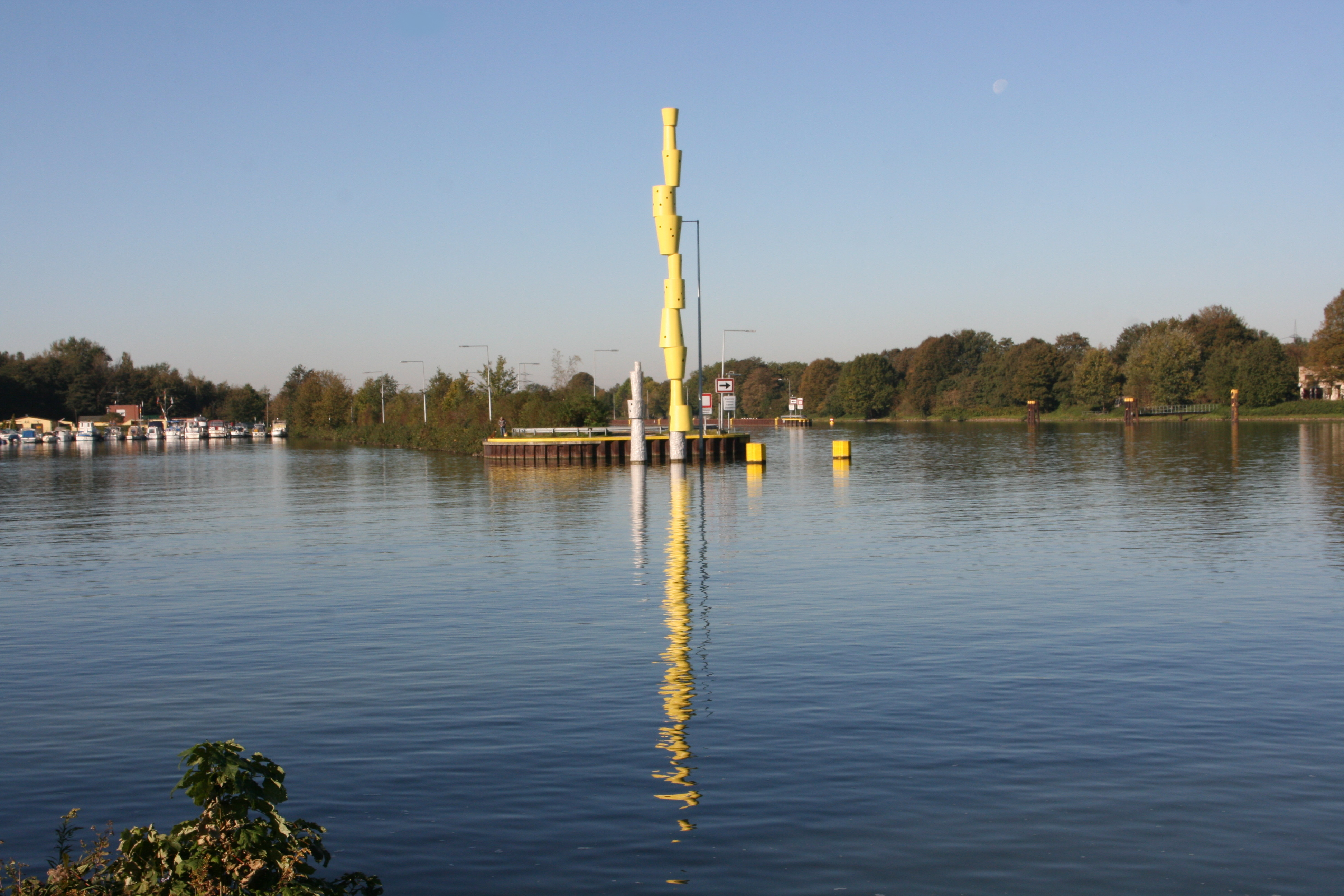
Rhein-Herne-Kanal mit Jachthafen Herne-Ost und Einfahrt zur Schleuse

Die Nordgrenze Hernes wird auf langen Strecken durch die Emscher gebildet, in deren Tal der Rhein-Herne-Kanal verläuft. Auf Herner Gebiet fließen der Emscher direkt oder indirekt mehrere Nebengewässer zu. Dies sind Börniger Bach, Sodinger Bach, Storchengraben, Landwehrbach und Roßbach, Ostbach und Mühlenbach, Westbach, Schmiedesbach, Dorneburger Bach und Hüller Bach.

### Naturschutz
In den Innen- und Außenbereichen Hernes gibt es fünf Naturschutzgebiete mit einer Gesamtfläche von 125 Hektar. Die Naturschutzgebiete sind in ihrer heutigen Form teilweise auf Gebieten der ehemaligen Zechen entstanden. Andere Flächen sind erst durch die Renaturierung der Emscher und ihrer Zuläufe im städtischen Gebiet sowie der Verlegung der Emscher nach Norden, aus den ehemaligen Auengebieten im Stadtteil Unser Fritz/Crange entstanden.
In den Innen- und Außenbereichen Hernes finden sich 24 Landschaftsschutzgebiete mit einer Gesamtfläche von 875 Hektar. Wie bei den Naturschutzgebieten sind diese auf Flächen ausgewiesen worden, die durch den Emscherumbau und den Abbau von Industrieanlagen dem Landschaftsschutz dienen sollen. Innerhalb der Landschaftsschutzgebiete finden sich häufig innerstädtische Parkanlagen, Friedhöfe und gesetzlich geschützte Biotope.
Weitere Schutzgebiete sind die Naturdenkmale und Alleen von Herne. Hier finden sich 14 innerstädtische Bäume, die als Naturdenkmal geschützt sind. Die Alleen sind ebenso wie die Naturdenkmale geschützte Landschaftsbestandteile nach dem Bundesnaturschutzgesetz. Die Alleen in Herne haben eine Gesamtlänge von etwa 10 Kilometer.

### Nachbargemeinden
Folgende Städte grenzen an die Stadt Herne, im Uhrzeigersinn im Norden beginnend: Herten, Recklinghausen und Castrop-Rauxel (alle Kreis Recklinghausen) sowie Bochum und Gelsenkirchen (beides kreisfreie Städte).

### Stadtgliederung

Hierarchische Gliederung in Stadtbezirke und Stadtteile

Statistische Bezirke, den namentlichen Stadtteilen zugeordnet

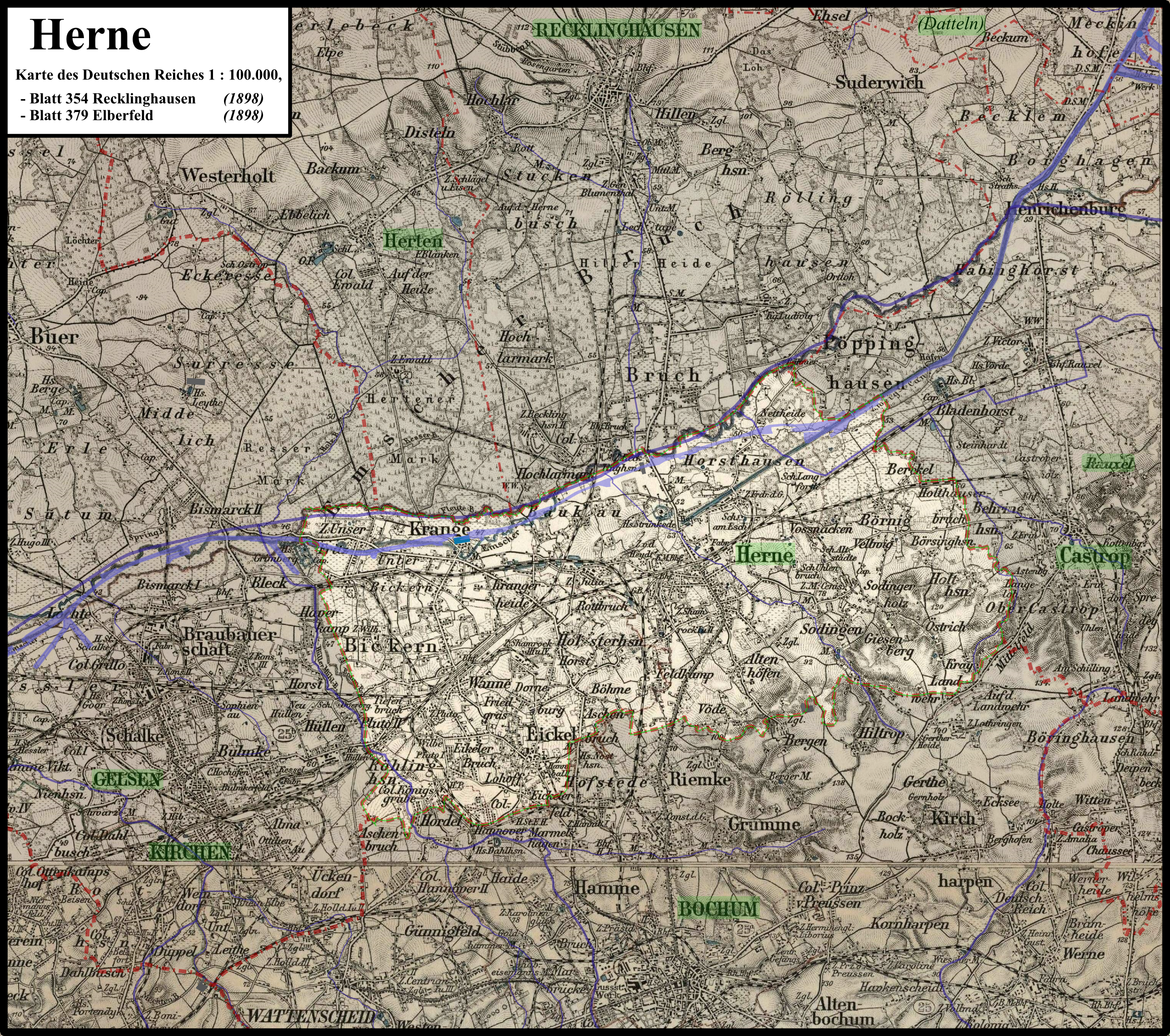
Karte des Deutschen Reiches 1 : 100.000 des heutigen Herner Gebietes Ende des 19. Jahrhunderts

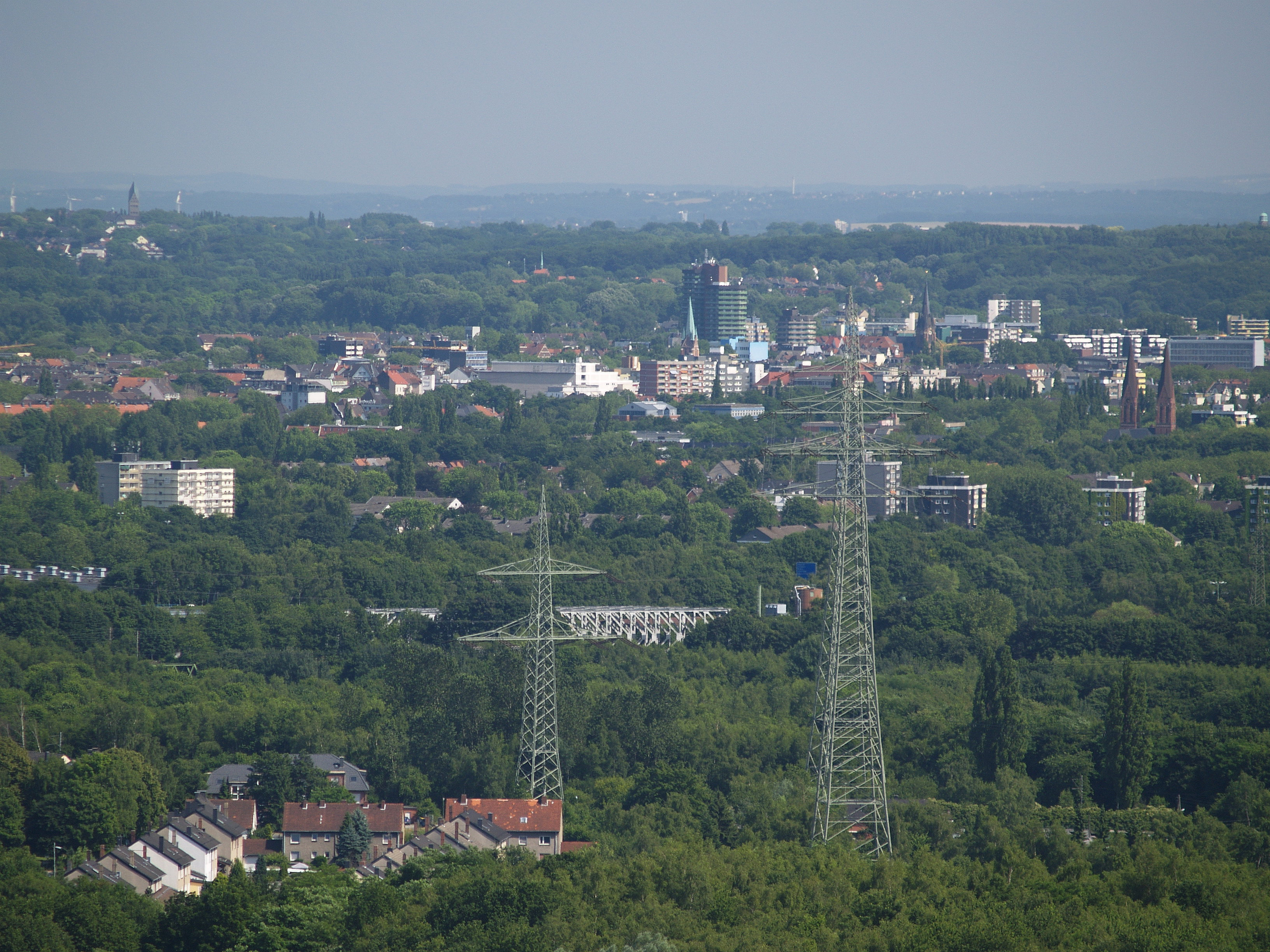
Die Herner Innenstadt, von der Hohewardhalde (Herten) aus gesehen

Das Stadtgebiet Hernes besteht aus vier Stadtbezirken. In jedem Stadtbezirk gibt es eine Bezirksvertretung. Vorsitzender der Bezirksvertretung ist der Bezirksbürgermeister. Die Stadtbezirke sind in Ortsteile unterteilt. Die Namen der Ortsteile sind mit zwei Ausnahmen seit dem Mittelalter verwendete Ortsbezeichnungen früher selbständiger Gemeinden. Unser Fritz leitet sich vom gleichlautenden Bergwerk her, und Wanne hieß bis 1897 Bickern. Die früheren Gemeindegrenzen sind bei der Bildung der heutigen Stadtbezirke modernen Bedürfnissen angepasst worden. So ist beispielsweise der überwiegende Teil des historischen Baukaus dem Stadtbezirk Herne-Mitte zugeordnet, während ein kleiner Bereich 1975 dem Stadtbezirk Wanne angefügt wurde. Zu den Stadtbezirken kommen noch historische Gewannbezeichnungen wie Altenhöfen, Pantringshof oder Vöde. Auch mit ehemaligen Zechennamen wie Friedrich der Große (Piepen Fritz), Zeche Königsgrube, Teutoburgia oder Constantin identifizieren die Einwohner der Stadt ihr Wohnumfeld.
Die Stadtbezirke mit ihren Ortsteilen:
- Stadtbezirk Wanne: Unser Fritz/Crange, Wanne und Baukau-West
- Stadtbezirk Eickel: Röhlinghausen, Wanne-Süd und Eickel
- Stadtbezirk Herne-Mitte: Holsterhausen, Baukau-Ost, Herne-Mitte und Herne-Süd
- Stadtbezirk Sodingen: Horsthausen, Sodingen, und Börnig / Holthausen[5]

Die heutigen Bezirke und Stadtteile weichen deutlich von den seit 1975 unveränderten Gemarkungen und historischen Zugehörigkeiten der Stadt ab; jedoch lassen sich die historischen und namentlich bekannten Ortsteile weitgehend einem oder mehreren statistischen Bezirken, in die sich die Stadtteile aufteilen, zuordnen:
- Wanne-Eickel (entspricht der ehemaligen Stadt, Gemarkung 1128; gegründet 1926)
  - Amt Wanne (ehemalige Gemarkungen Wanne, Crange (bis 1905) und Röhlinghausen)
    - Wanne
      - Statistische Bezirke Wanne-Nord, Wanne-Mitte (jetziger Stadtteil Wanne), Scharpwinkelring (jetzt Stadtteil Baukau-West); historisch auch statistischer Bezirk Wanne-Süd im gleichnamigen heutigen Stadtteil

    - Crange, gleichnamiger statistischer Bezirk
    - Bickern, gleichnamiger statistischer Bezirk im Stadtteil Wanne; die ehemalige Gemarkung Bickern wurde in Wanne umbenannt, heute wird nur der Westteil als Bickern bezeichnet
    - Unser Fritz (auf der ehemaligen Gemarkung von Wanne), gleichnamiger statistischer Bezirk
    - Röhlinghausen, gleichnamiger Stadtteil
      - Statistische Bezirke Pluto, Röhlinghausen-Kern und Königsgrube

  - Amt Eickel (ehemalige Gemarkungen Eickel und Holsterhausen (bis 1910))
    - Herne-Eickel
      - Stadtteile Eickel (statistische Bezirke Eickel-Kern und Hannover) und Wanne-Süd (statistische Bezirke Gartenstadt und Wanne-Süd: Letzterer liegt trotz seines Namens fast komplett auf alter Eickeler Gemarkung)

    - Holsterhausen, gleichnamiger Stadtteil und statistischer Bezirk
- Herne bis 1975
  - Amt Herne
    - Baukau (Gemarkung 1127)
      - Statistische Bezirke Baukau-West (Stadtteil Baukau-West) und Stadtteil Baukau-Ost (statistische Bezirke Baukau-Kern und Strünkede)

    - Herne-Mitte (Gemarkung 1132)
      - Stadtteile Herne-Mitte (statistische Bezirke Shamrock, Herne-Zentrum, Stadtgarten und Altenhöfen) und Herne-Süd (statistische Bezirke Feldkamp und Herne-Süd)

    - Horsthausen (Gemarkung 1135), gleichnamiger Stadtteil
      - Statistische Bezirke Pantringshof, Horsthausen und Elpeshof

  - Amt Sodingen
    - Börnig (Gemarkung 1250), gleichnamiger statistischer Bezirk im Stadtteil Holthausen
    - Sodingen (Gemarkung 1258), gleichnamiger Stadtteil
      - Statistische Bezirke Sodingen-Kern, Sodingen-Süd und Constantin (nur Kolonie, nicht ehemalige Zeche Constantin; auf Herner Gemarkung)

    - Holthausen (Gemarkung 1261), enthält, trotz deren Namensgebung, auch den Volkspark Sodingen im Sodinger Holz
    - Gysenberg, gleichnamiger statistischer Bezirk im Stadtteil Holthausen auf den Gemarkungen von Sodingen (Gysenberg und Gysenbergpark) und Holthausen (alter Weiler Oestrich)

Alle hier geführten, zum Teil inoffiziellen Stadtteile, mit Ausnahme von Unser Fritz und Gysenberg, haben oder hatten (Teile von Wanne-Eickel) eine eigene Gemarkung. Die Ortsteile nach statistischen Bezirken weichen indes jeweils etwas von den historischen Gemarkungen ab:
- Der kleine nördlich der Bahntrasse gelegene Teil der Gemarkung Hernes gehört jetzt zu Baukau-Kern
- Die Teile Horsthausens südlich der Bahn gingen an Mitte, Börnig und, zu sehr kleinen Anteilen, an Sodingen
- Der Osten Hernes ging an Sodingen
- Börnig gab den Südwesten an Sodingen und den Osten an Holthausen ab; der Norden, nördlich der Bahntrasse, ging an Horsthausen

Speziell das Gebiet der ehemaligen Stadt Wanne-Eickel wurde intern und extern deutlich vermengt. Dabei wird der statistische Bezirk Wanne-Süd (etwas kleiner als der gleichnamige Stadtteil), in dem das historische Wanne lag, auf Karten schon länger als Eickel beschriftet und die Eisenbahntrasse hat sich als Grenze zwischen beiden Teilen einigermaßen eingebürgert. Indes ist das beiderseits der Bahn gelegene Röhlinghausen nunmehr nominell nicht mehr Teil von Wanne, sondern von Eickel.
Einschneidender ist die Eingemeindung von Baukau-West in den Stadtbezirk Wanne und von Holsterhausen, Teil des früheren Amtes Eickel, in den Stadtbezirk Herne-Mitte. Manche einstmals selbständige Orte wie Börnig und Bickern tauchen überdies nunmehr nominell erst auf der Ebene der statistischen Bezirke auf.

### Klima
Durch die hohe Bebauungsdichte ist es in Herne normalerweise etwas wärmer als in den umliegenden Gemeinden.
Gekennzeichnet ist das Klima in Herne durch milde Winter und eher warme Sommer, welche auch sehr schwül werden können.
Die durchschnittliche Temperatur in Herne beträgt 10,5 °C im Jahresmittel. Der kälteste Monat ist der Januar mit 2,6 °C, der wärmste der Juli mit 18,7 °C. Die Niederschlagsmenge beträgt ca. 750 Millimeter pro Jahr, wobei der meiste Niederschlag, mit 85 Millimetern, im August fällt.
|                       | Jan | Feb | Mär  | Apr  | Mai  | Jun  | Jul  | Aug  | Sep  | Okt  | Nov  | Dez |   |      |
| Mittl. Tagesmax. (°C) | 5,1 | 5,9 | 10,3 | 15,7 | 18,8 | 21,5 | 24,2 | 23,5 | 19,5 | 15,1 | 10,1 | 5,4 | ⌀ | 14,6 |
| Mittl. Tagesmin. (°C) | 0,1 | 0,0 | 2,9  | 5,1  | 8,1  | 10,6 | 14,2 | 13,2 | 10,2 | 6,9  | 4,1  | 1,0 | ⌀ | 6,4  |
|                       |     |     |      |      |      |      |      |      |      |      |      |     |   |      |
| Niederschlag (mm)     | 68  | 45  | 48   | 33   | 55   | 75   | 80   | 85   | 53   | 74   | 69   | 76  | Σ | 761  |
|                       |     |     |      |      |      |      |      |      |      |      |      |     |   |      |
| Sonnenstunden (h/d)   | 1,5 | 2,5 | 4,0  | 5,2  | 7,0  | 7,2  | 7,2  | 7,4  | 5,1  | 3,9  | 2,1  | 1,3 | ⌀ | 4,5  |
|                       |     |     |      |      |      |      |      |      |      |      |      |     |   |      |
| Regentage (d)         | 11  | 10  | 10   | 11   | 10   | 9    | 10   | 9    | 9    | 9    | 10   | 11  | Σ | 119  |
|                       |     |     |      |      |      |      |      |      |      |      |      |     |   |      |
| Luftfeuchtigkeit (%)  | 85  | 80  | 77   | 72   | 70   | 73   | 73   | 74   | 79   | 81   | 84   | 85  | ⌀ | 77,7 |

| 0,1 |

| 0,0 |

| 2,9 |

| 5,1 |

| 8,1 |

| 10,6 |

| 14,2 |

| 13,2 |

| 10,2 |

| 6,9 |

| 4,1 |

| 1,0 |

| 0,1 |

| 0,0 |

| 2,9 |

| 5,1 |

| 8,1 |

| 10,6 |

| 14,2 |

| 13,2 |

| 10,2 |

| 6,9 |

| 4,1 |

| 1,0 |

## Geschichte

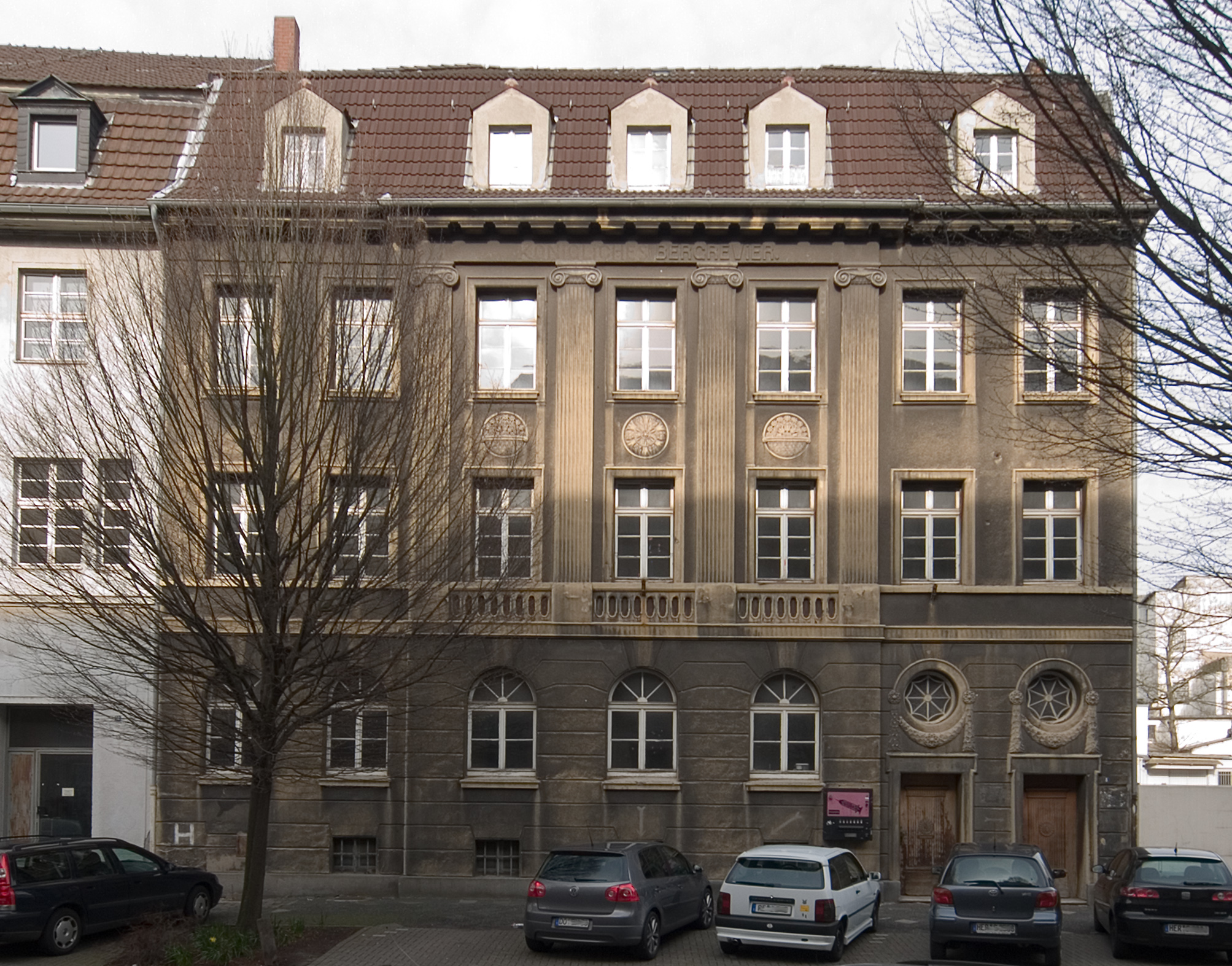
Königliches Bergrevier – ehemals Sitz der unteren Bergbaubehörde in Herne

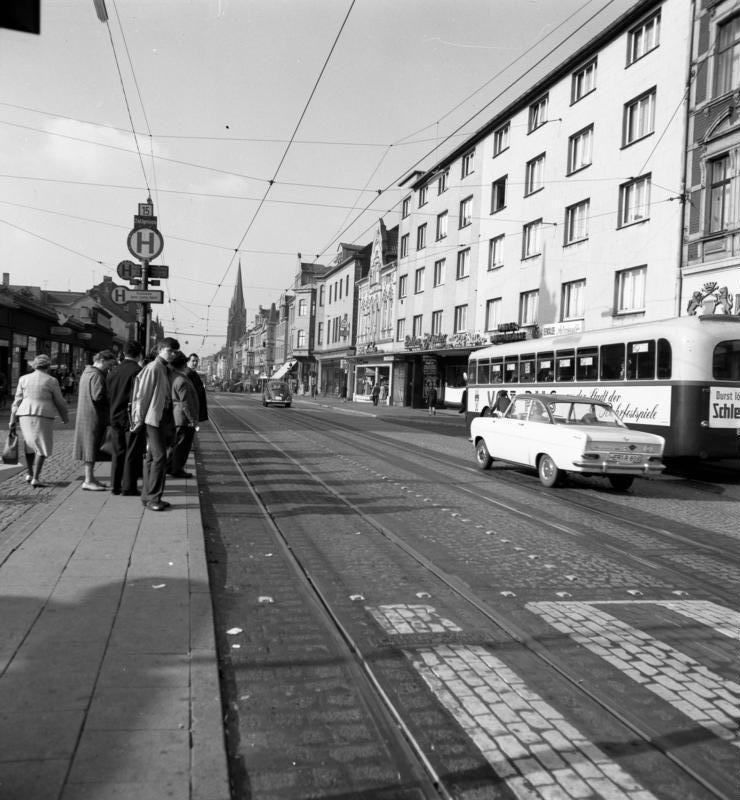
Die Bahnhofstraße 1966

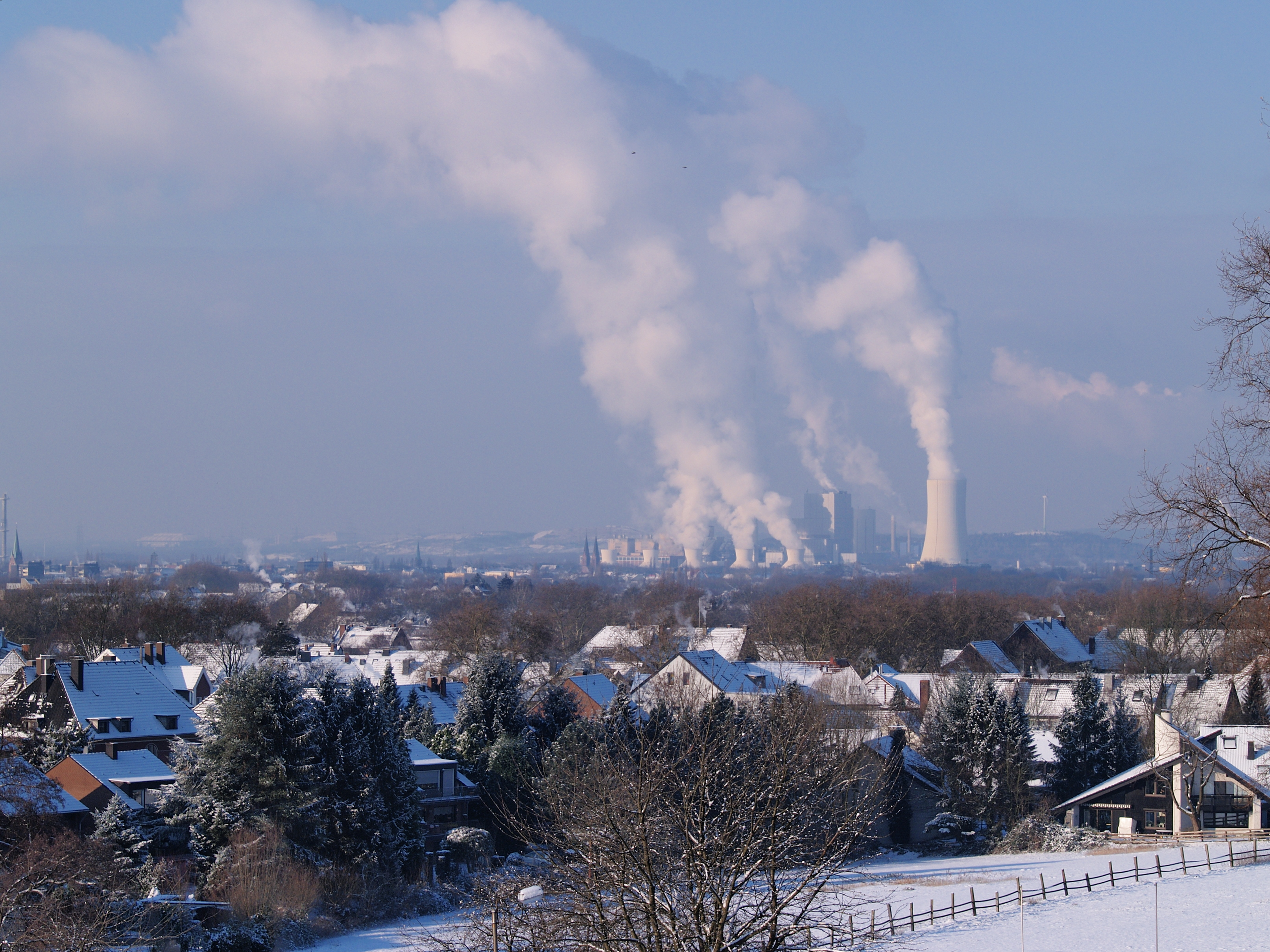
Blick über das Emschertal vom Beimberg aus

- Um 880 erscheint der Name Hernes erstmals urkundlich als haranni im ältesten Urbar des Klosters Werden.[9]
- 1100 ist Herne mit seiner romanischen Dionysiuskirche Kirchdorf.
- 1142 erscheint Gvezelino de Strunkede als Zeuge in einer Essener Urkunde. Die Strünkeder Ritter und Freiherren, die ihre Burg im Stadtteil Baukau hatten, stehen im Dienst der Grafen und Herzöge von Kleve und erhalten wichtige Staatsämter unter den Brandenburger Kurfürsten und Preußischen Königen. Sie bleiben bis zu ihrem Aussterben am Ende des 18. Jahrhunderts Grund-, Gerichts- und kirchliche Patronatsherren über Herne.
- 1368: Herne gehörte zur Grafschaft Mark, die ab 1391 in Personalunion mit der Grafschaft Kleve verbunden war, welche 1417 zum Herzogtum Kleve erhoben wurde.
- 1561 wurde die Reformation eingeführt.
- 1614: Das Herzogtum Kleve und die Grafschaft Mark (und damit auch Herne) kamen durch den Vertrag von Xanten an Brandenburg-Preußen.
- 1836 fuhr die erste Postkutsche von Bochum nach Recklinghausen über Herne.
- 1847 wurde die Köln-Mindener Eisenbahn eröffnet. Der Baedeker von 1869 beschrieb den Reiseeindruck durch das mittlere Emschertal so:

„Die Köln - Mindenar Bahn führt weiter durch die Ebene des westfälischen Steinkohlenbeckens. Allenthalben die urgermanische Eigenthümlichkeit: Wald, Wiese, Kornfeld, frisches Ackerland, dazwischen einzeln zerstreut die rothbedachten Bauernhöfe, in malerischer Abwechslung, wie sie schon Tacitus (Germ. XVI.) beschreibt. Jetzt durch zahlreiche gewerbliche Anlagen, Gruben und Hüttenwerke sehr belebt. Mengede, Castrop, Herne, Gelsenkirchen heissen die folgenden Stationen.“

- 1856 wurde die Zeche Shamrock als erste Zeche in Herne südlich des Bahnhofs errichtet. Unmittelbar an die Bahnlinie angrenzend folgte ab 1864 die Zeche Von der Heydt. Beide Zechen nutzten für den Abtransport der geförderten Kohle die Eisenbahn. Mit der Entwicklung der Bergbaustandorte begann der Wandel des Dorfes Herne und seiner umliegenden Gemeinden zur Industriestadt.
- Am 1. April 1897 erhielt Herne die Stadtrechte.[10]
- Am 1. Juli 1906 wurde Herne eine kreisfreie Stadt.
- Im Jahr 1912 wurde das Herner Rathaus eingeweiht.
- 1914 wurden der Rhein-Herne-Kanal und die Häfen Wanne-West und -Ost fertiggestellt.
- Am 20. Juni 1921 ereignete sich mit 85 verunglückten Bergleuten auf der Zeche Mont-Cenis das schwerste Grubenunglück in der Herner Bergbaugeschichte.[11]
- 1928 wurde die Straßenbahnverbindung von Recklinghausen über Herne nach Bochum eröffnet.
- Im Zweiten Weltkrieg sprengten am 31. März 1945 deutsche Truppen die Brücken über den Kanal und die Emscher, womit Herne unmittelbares Kampfgebiet wurde. Vor dem Einmarsch der Alliierten gab es auch in Herne Kriegsendphaseverbrechen.[12]
- Am 9. April 1945 räumten Wehrmacht, Polizei und NSDAP die Stadt. Einen Tag später besetzten US-amerikanische Truppen Herne verhältnismäßig kampflos.[13] Während des Kriegs war die Stadt Ziel von insgesamt 64 alliierten Luftangriffen, bei denen 419 Menschen starben (siehe auch Luftangriffe auf das Ruhrgebiet)
- Am 1. Januar 1975 erfolgte durch § 4 Ruhrgebiet-Gesetz der Zusammenschluss der Städte Herne und Wanne-Eickel zur „neuen Stadt“ Herne.[14]
- Im Jahr 1989 wurde die Stadtbahnlinie U35 der Bogestra von Bochum Hauptbahnhof nach Herne Schloss Strünkede eröffnet. Sie ist die weltweit erste städteübergreifende unterirdische Stadtbahnverbindung.
- 2017 wurde Herne in die 27. Auflage des Duden aufgenommen.[15]

### Eingemeindungen

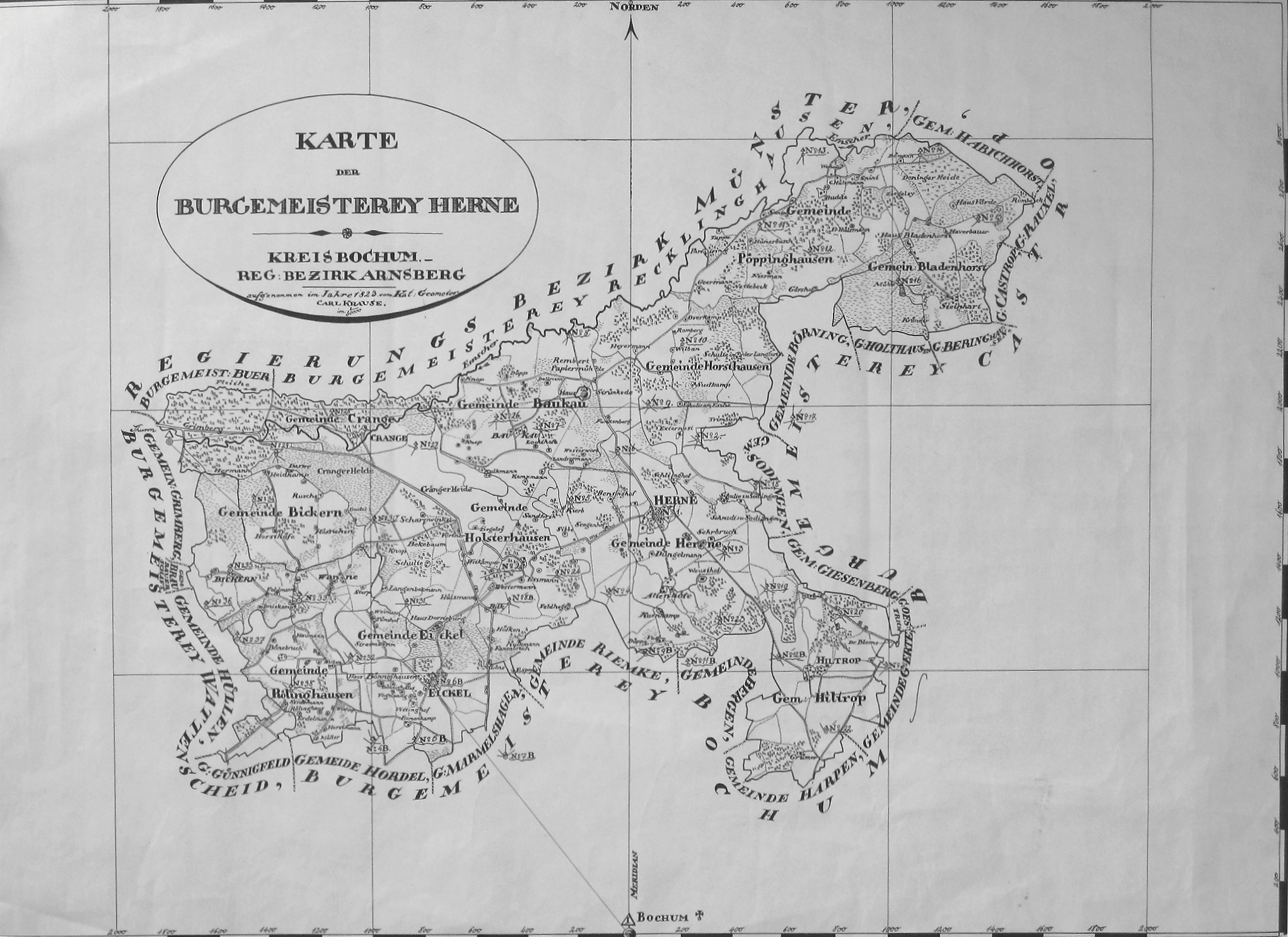
Karte der Burgemeisterey Herne aus dem Jahr 1823; Kreis Bochum, Regierungsbezirk Arnsberg

Zu Anfang des 19. Jahrhunderts umfasste das heutige Stadtgebiet mehrere kleine Orte, die ab 1807 zum Großherzogtum Berg gehörten. Die Verwaltung bildete während der Franzosenzeit die Mairie Herne mit den Gemeinden Baukau, Bickern, Bladenhorst, Crange, Eickel, Herne, Hiltrop, Holsterhausen, Horsthausen, Pöppinghausen und Röhlinghausen sowie die Mairie Castrop, zu der u. a. die Gemeinden Börnig, Holthausen und Sodingen gehörte. Die Mairie Herne gehörte zum Kanton Bochum, die Mairie Castrop zum Kanton Dortmund. Aus den beiden Mairien wurden 1813 Bürgermeistereien und 1844 Ämter gebildet. Am 1. August 1875 wurde das Amt Herne geteilt. Es entstanden die Ämter Wanne und Herne. Im Amt Herne verblieben nur noch die Gemeinden Baukau, Bladenhorst, Herne, Hiltrop, Horsthausen und Pöppinghausen. Nachdem Herne am 1. Juli 1897 die Stadtrechte erhielt, wurde das Amt Herne aufgelöst. Die Gemeinden des bisherigen Amtes Herne bildeten fortan das Amt Baukau, aus dem 1902 die Gemeinde Hiltrop ausschied. Gleichzeitig entstand aus dem Restamt Castrop das Amt Sodingen mit den Gemeinden Sodingen, Börnig und Holthausen.
Am 1. Juli 1906 schied Herne aus dem Kreis Bochum aus und wurde eine kreisfreie Stadt. Am 1. April 1908 wurden Baukau und Horsthausen aus dem Amt Baukau eingemeindet. Die dann noch verbleibenden Gemeinden des Amtes Baukau (Bladenhorst und Pöppinghausen) bildeten danach das Amt Bladenhorst, das jedoch heute nicht mehr zum Stadtgebiet Hernes gehört. Mit der Eingliederung eines Teils der Gemeinde Bladenhorst am 1. April 1926, des Amtes Sodingen (Gemeinden Sodingen, Börnig und Holthausen) am 1. April 1928 sowie von Teilen der Gemeinde Gerthe am 1. August 1929 erreichte das Stadtgebiet von (Alt-)Herne vorerst seine größte Ausdehnung.
Das westliche Stadtgebiet des heutigen Stadtkreises Herne gehörte bis 1875 ebenfalls zum Amt Herne. Doch wurde dann das Amt Wanne im Kreis Bochum (ab 1885 Kreis Gelsenkirchen) mit den Gemeinden Bickern, Crange, Eickel, Holsterhausen und Röhlinghausen gebildet. 1891 wurde das Amt Wanne geteilt, es entstand das neue Amt Eickel mit den Gemeinden Eickel und Holsterhausen. Im Amt Wanne verblieben die Gemeinden Bickern (ab dem 13. August 1897 Wanne), Crange und Röhlinghausen. Am 28. Oktober 1906 wurde Crange nach Wanne und am 1. April 1910 Holsterhausen nach Eickel eingemeindet. Die beiden Ämter Wanne und Eickel wurden am 1. April 1926 zur kreisfreien Stadt Wanne-Eickel vereinigt.
Über nahezu fünf Jahrzehnte bestanden somit zwei kreisfreie Städte nebeneinander, bevor diese zum 1. Januar 1975 im Rahmen der kommunalen Neuordnung zur neuen Stadt Herne vereinigt wurden. Ursprünglich war eine Eingemeindung von Wanne-Eickel nach Gelsenkirchen und von Herne nach Bochum geplant.

### Einwohnerentwicklung

Einwohnerentwicklung von Herne von 1809 bis 2018

1910 hatte Herne mehr als 50.000 Einwohner. 1933 überschritt die Einwohnerzahl der Stadt die Zahl von 100.000, wodurch sie zur Großstadt wurde. Am 1. Januar 1975 erreichte die Bevölkerungszahl von Herne durch die Vereinigung mit der Großstadt (seit 1955) Wanne-Eickel (92.472 Einwohner 1974) mit 193.831 ihren historischen Höchststand. Am 31. Dezember 2014 betrug die „Amtliche Einwohnerzahl“ für Herne nach Fortschreibung des Landesamtes für Datenverarbeitung und Statistik Nordrhein-Westfalen 154.608 (nur Hauptwohnsitze und nach Abgleich mit den anderen Landesämtern). Bis 2040 wird diese Zahl gemäß der Bevölkerungsvorausberechnung des Landesamtes auf 148.600 zurückgehen.

## Religionen

### Christliche Kirchen
Herne gehörte seit seiner Gründung zum Erzbistum Köln und war dem Dekanat Wattenscheid unterstellt. Ab 1561 fasste die Reformation nach lutherischem Bekenntnis Fuß. Danach war Herne über viele Jahrhunderte protestantisch. Zwischen 1681 und 1686 entstand auch eine reformierte Gemeinde. Nach dem Übergang an Preußen 1817 vereinigten sich beide Gemeinden 1845 zur unierten evangelischen Kirchengemeinde Herne, die Teil der Evangelischen Kirche in Preußen bzw. deren westfälischer Provinzialkirche war. Herne wurde Sitz einer Superintendentur, aus welcher später der Kirchenkreis Herne innerhalb der Evangelischen Kirche von Westfalen hervorging. Im Gebiet der späteren Stadt Wanne-Eickel wurde ab 1577 ebenfalls die Reformation eingeführt. Gegen Ende des 19. Jahrhunderts gehörten die Protestanten zur Kreissynode Gelsenkirchen. 1933 wurden sie dem Kirchenkreis Herne zugeordnet. Heute heißt dieser Kirchenkreis Herne-Castrop-Rauxel und umfasst insgesamt 15 evangelische Kirchengemeinden innerhalb der Stadt Herne und der benachbarten Stadt Castrop-Rauxel. Die ehemals 16 Kirchengemeinden der Stadt Herne sind: Baukau, Bladenhorst-Zion, Börnig, Christus-Kirchengemeinde, Dreifaltigkeits-Kirchengemeinde, Kreuz-Kirchengemeinde, Luther-Kirchengemeinde, Sodingen, Crange, Eickel, Holsterhausen, Röhlinghausen, Wanne-Mitte, Wanne-Nord, Wanne-Süd und Wanne-West. Inzwischen sind die Kirchengemeinden Crange und Wanne-Nord zur Kirchengemeinde Crange-Wanne fusioniert. Seit dem 1. Januar 2009 sind die drei Kirchengemeinden Christus, Luther und Dreifaltigkeit zur Petrus-Kirchengemeinde zusammengeschlossen und die Kirchengemeinden Wanne-Süd, Wanne-Mitte und Wanne-West zur Matthäus Kirchengemeinde Wanne. Im Jahr 2019 schlossen sich alle Wanne-Eickeler Gemeinden zur Evangelischen Kirchengemeinde Wanne-Eickel (unterteilt in die Bezirke Crange, Eickel, Holsterhausen, Röhlinghausen und Wanne) zusammen. Damit gibt es im Herner Stadtgebiet nun noch 7 Kirchengemeinden. Im Juli 2010 erfolgte der Abriss einer entnutzten Kirche in Herne (Paul-Gerhardt-Kirche). (siehe auch Kirchenschließung). Mit Stand 2024 gibt die evangelische Großgemeinde Haranni drei von fünf Kirchen auf.
Die wenigen Katholiken im heutigen Stadtgebiet von Herne gehörten bis 1821 weiterhin zum Erzbistum Köln, dann wurden sie dem Bistum bzw. Erzbistum Paderborn zugeordnet. Infolge der Industrialisierung zogen weitere Katholiken zu. 1859 wurde in Herne eine Notkirche errichtet und bereits 1862 konnte eine eigene Pfarrei gegründet werden. Im Gebiet der späteren Stadt Wanne-Eickel gab es im 17. Jahrhundert eine starke katholische Missionstätigkeit. So wurden insbesondere die Häuser Crange und Nosthausen zu Mittelpunkten katholischen Lebens. Bereits 1687 war in Eickel eine katholische Kapelle errichtet worden und in der Mitte des 19. Jahrhunderts hatte die Pfarrgemeinde Eickel schon mehrere Tochtergemeinden. Sie alle gehörten zum Dekanat Wattenscheid. Später wurde sowohl Herne als auch Wanne-Eickel (1926) Sitz eines eigenen Dekanats.
Am 1. Juli 2006 bildete sich aus den alten Dekanaten Herne, Wanne-Eickel und Castrop-Rauxel das Dekanat Emschertal. Am 1. Januar 2017 wurden in Herne aus den Pastoralverbünden mit den Pfarrgemeinden St. Barbara (Elpeshof), St. Bonifatius, St. Dreifaltigkeit (Holthausen), St. Elisabeth, Herz-Jesu, St. Joseph (Horsthausen), St. Konrad, St. Marien (Baukau), St. Peter und Paul (Sodingen) und St. Pius (Pantringshof) die neue Pfarrgemeinde St. Dionysius Herne gegründet. Im ehemaligen Dekanat Wanne-Eickel mit den die Pfarrgemeinden Allerheiligste Dreifaltigkeit, St. Barbara (Röhlinghausen), St. Franziskus (Holsterhausen), Heilige Familie (Holsterhausen), Herz Jesu (Wanne-Nord), St. Joseph (Wanne-Süd), St. Laurentius, St. Marien (Eickel) und St. Michael (Bickern) ist ein Zusammenschluss ebenfalls geplant.
Seit 1990 besteht die Syrisch-Orthodoxe Kirche von Antiochien, St. Petrus & Paulus e. V. (Wanne-Eickel).

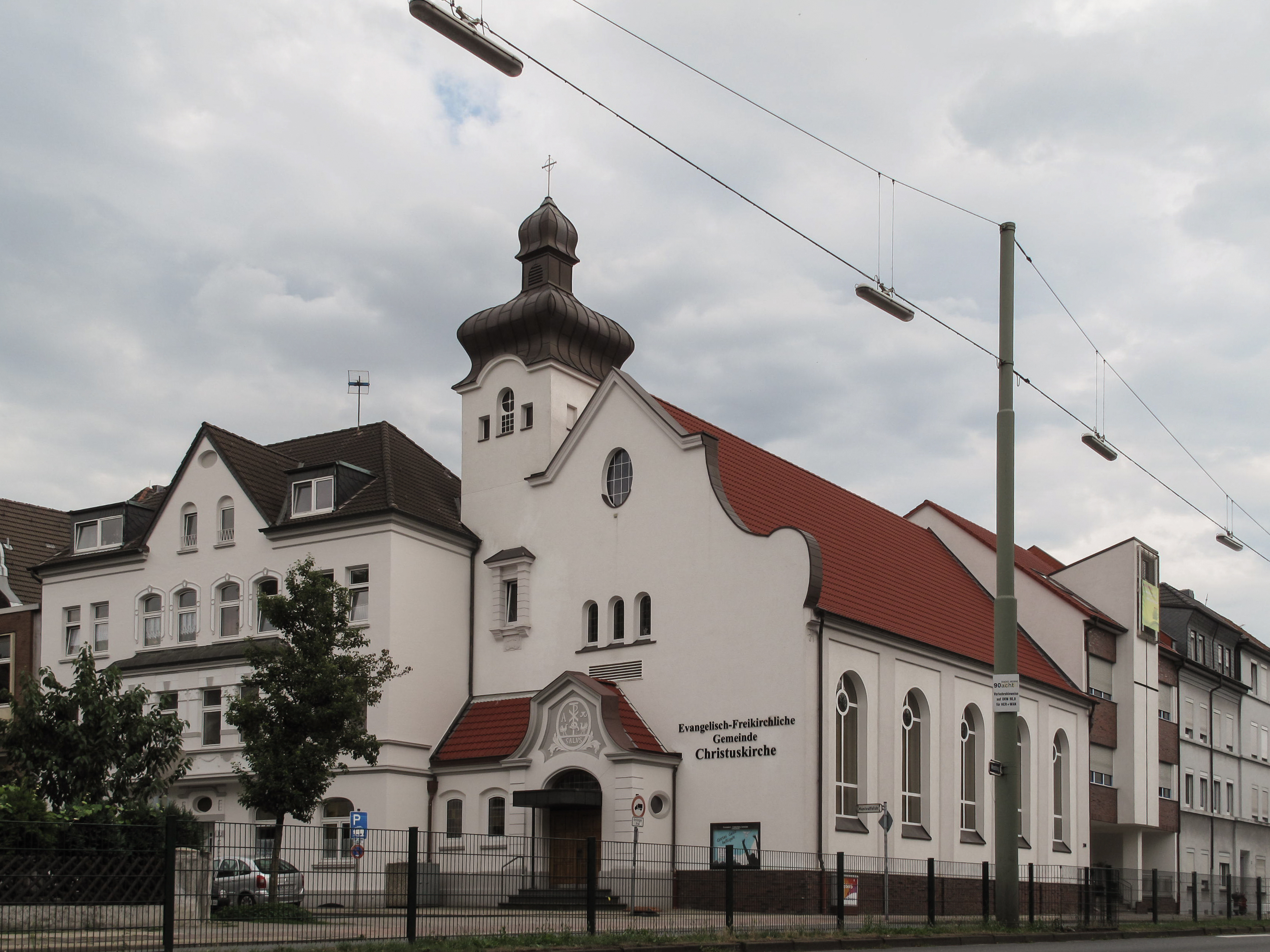
Christuskirche der Baptistengemeinde

Neben den evangelischen und katholischen Gemeinden in Herne gibt es auch noch verschiedene Freikirchen, darunter den Bund Evangelisch-Freikirchlicher Gemeinden (Baptisten) mit der Christuskirche in Herne-Mitte (die Gemeinde besteht seit 1905), die Lifeline-Gemeinde (Siebenten-Tags-Adventisten) und die Stadtmissionen der Evangelischen Gesellschaft für Deutschland in Wanne-Eickel und Herne. Seit 1959 ist auch das pfingstlich-charismatische Christentum durch die Christengemeinde „Elim“ vertreten. Daneben gibt es mit der StartUp Kirche Herne seit 2020 eine Gemeindegründung des Bundes Freier evangelischer Gemeinden. Weiterhin gibt es zwei der evangelischen Landeskirche nahestehende Gemeinschaften, nämlich die Landeskirchliche Gemeinschaft Wanne-Eickel und die Evangelisch-lutherische Gebetsgemeinschaft Herne-Börnig.

### Judentum
Weil Quellenmaterial verlorengegangen ist, kann nicht mehr geklärt werden, wann die ersten Juden in das Gebiet der heutigen Stadt Herne kamen. Für das Spätmittelalter sind keine jüdischen Familien nachzuweisen, obwohl es in Recklinghausen bereits 1512 eine jüdische Gemeinde gab. Für das 18. Jahrhundert finden sich vereinzelte Hinweise auf die Präsenz von Juden in Eickel. Besonders auf dem Cranger Pferdemarkt ist von jüdischen Händlern auszugehen, die sich zumindest zeitweilig in dem Gebiet aufhielten. Jüdische Viehhändler gehörten zu den festen Teilnehmern an größeren Viehmärkten. Im 19. Jahrhundert ließen sich mehrere jüdische Metzgerfamilien in Eickel (1806) und in Herne (1842) nieder, die alle aus dem südlichen Rheinland kamen. Die Zahl der jüdischen Gläubigen wuchs nur sehr langsam, 1845 gab es in Herne und Eickel vier, nach 1860 drei Familien. Während der Industrialisierung des Ruhrbergbaus kamen in zwei Zuzugswellen weitere Juden nach Herne, Wanne und Eickel; zunächst hauptsächlich vom Niederrhein, ab 1900 als Arbeitsmigranten aus den polnischsprachigen und ostpreußischen Gebieten des Deutschen Reiches. Von 1909 bis 1925 erschien in Herne die polnischsprachige Zeitung Narodowiec (Der Nationalist), die von 1925 bis 1939 unter dem Titel Naród (Das Volk) fortgeführt wurde.
Die jüdische Bevölkerung im Gebiet der heutigen Stadt Herne gehörte zunächst zur Synagogengemeinde Bochum. 1889 gründete sich eine rechtlich selbstständige Kultusgemeinde in Herne, die sich einen eigenen Betsaal errichtete. An die in der Reichspogromnacht 1938 zerstörte Synagoge in der Schaeferstraße im heutigen Stadtbezirk Herne-Mitte erinnert ein 1963 errichteter Gedenkstein. Erst 1907 wurde nach zehnjährigen Bemühungen die Synagogengemeinde in Wanne-Eickel selbstständig, die dort ihre 1911 eingeweihte repräsentative Synagoge am Neumarkt errichtete. Das Leben der Synagogengemeinden in der Zwischenkriegszeit war geprägt durch Auseinandersetzungen zwischen der Mehrheit der Liberalen Juden, die die Gemeindeverwaltung in ihrem Sinne zu gestalten suchte, und der wachsenden und im Ruhrgebiet gut vernetzten Minderheit der Zionisten, die sich mit den in der Gemeinde marginalisierten Ostjuden zusammentaten. Erst in der Verfolgungszeit während des Nationalsozialismus rückten die verschiedenen Gemeindefraktionen näher zusammen.
Anfang der 1930er Jahre lebten in Herne ca. 470 Juden, bis 1942 vor den Deportationen verblieben deren 108. Nach dem Holocaust kehrten einige wenige Überlebende nach Herne und Wanne-Eickel zurück. Wegen der geringen Mitgliederzahl schlossen sich 1953 die Gemeinden Herne, Bochum und Recklinghausen zu einer Kultusgemeinde zusammen, deren Gemeindeleben überwiegend in Recklinghausen stattfand, wo 1955 eine Synagoge eingeweiht wurde. Ab 1975 gehörten auch die wenigen Juden aus Wanne-Eickel zu dieser Kultusgemeinde. 1999 teilte sich die Gemeinde wieder und Herne kam zu der neu gebildeten Gemeinde Bochum-Herne-Hattingen, die 2021 fast 1000 Angehörige hatte.

### Sonstige
Durch den Tuchwarenhändler Hermann Padberg kam die Stadt 1896 erstmals mit dem neuapostolischen Glauben in Berührung. Zwei Jahre später fand man für die ersten Gläubigen eine Räumlichkeit an der Neustraße 79 in Herne-Mitte. Nach weiteren Zuzügen eröffnete die Neuapostolische Kirche im Jahr 1929 einen Betsaal in Wanne-Eickel. Bis heute sind in Herne sechs neuapostolische Gemeinden entstanden und somit auch sechs Kirchengebäude erbaut oder gekauft worden. Derzeit leben mehr als 2000 neuapostolische Gläubige in Herne, davon sind 550 Mitglieder der Gemeinde Herne-Mitte.
Auch die Kirche Jesu Christi der Heiligen der Letzten Tage (Mormonen) und die Zeugen Jehovas sind in Herne vertreten.
Seit dem Zuzug von Gastarbeitern ins Ruhrgebiet Anfang der 1960er Jahre leben zahlreiche Muslime im heutigen Stadtgebiet von Herne. Heute gibt es in Herne neun Moscheen, darunter zwei des türkischen Religionsverbands DITIB.

### Konfessionsstatistik
Laut Zensus 2011 waren 32,0 % der Einwohner evangelisch, 31,8 % waren römisch-katholisch und 36,1 % waren konfessionslos, gehörten einer anderen Religionsgemeinschaft an oder machten keine Angabe. Mit Stand vom 31. Dezember 2018 waren von den Einwohnern 26,8 % evangelisch, 27,9 % katholisch und 45,4 % gehörten sonstigen oder keinen Religionsgemeinschaften an. Die Zahl der Protestanten und Katholiken ist demnach in diesem Zeitraum gesunken. Knapp 690 Einwohner kehrten der katholischen Kirche und knapp 460 Einwohner der evangelischen Kirche im Jahr 2021 den Rücken, zusammen knapp 1 % der Gesamtbevölkerung. Am Stichtag 31. Dezember 2023 waren nach Recherchen der Forschungsgruppe Weltanschauungen in Deutschland 24 % der Einwohner der Stadt römisch-katholisch, 23 % evangelisch und 53 % waren konfessionsfrei oder gehörten einer sonstigen Religionsgemeinschaft an. Im Jahr 2023 verringerte sich die Zahl der Mitglieder der katholischen Kirche um 1.288 Personen und die der evangelischen Kirche um 1.095 Personen.

## Politik
Die Verwaltung der Dörfer im Raum Herne oblag den freien Rittern von Strünkede, die aber sehr früh die Lehnshoheit über ihre Gebiete an die aufstrebenden niederrheinische Grafen von Kleve übergaben. Seit 1391 bzw. 1398, mit der Vereinigung der Grafschaft Kleve mit der Grafschaft Mark, wurde die Herrschaft Strünkede der Grafschaft Mark zugeschrieben. Bis 1812 gab es noch das Gericht Strünkede. In französischer Zeit wurde die Munizipalität Herne mit einem Maire an der Spitze gebildet. Nach dem endgültigen Übergang an Preußen leitet ein Bürgermeister bzw. Amtmann die Bürgermeisterei bzw. das Amt Herne, zu dem neben Herne die Gemeinden des Umlandes gehörten. Nach der Erhebung zur Stadt 1897 leitete ein Bürgermeister die Stadtverwaltung, der nach Erlangung der Kreisfreiheit 1906 den Titel Oberbürgermeister erhielt.
Während der Zeit der Nationalsozialisten wurde der Oberbürgermeister von der NSDAP eingesetzt. Nach dem Zweiten Weltkrieg setzte die Militärregierung der Britischen Besatzungszone einen neuen Oberbürgermeister ein und 1946 führte sie die Kommunalverfassung nach britischem Vorbild ein. Danach gab es einen vom Volk gewählten Rat der Stadt, dessen Mitglieder man als Stadtverordnete bezeichnet. Der Rat wählte anfangs aus seiner Mitte den Oberbürgermeister als Vorsitzenden und Repräsentanten der Stadt, welcher ehrenamtlich tätig war. Des Weiteren wählte der Rat ab 1946 ebenfalls einen hauptamtlichen Oberstadtdirektor als Leiter der Stadtverwaltung. 1995 wurde die Doppelspitze in der Stadtverwaltung aufgegeben. Seither gibt es nur noch den hauptamtlichen Oberbürgermeister. Dieser ist Vorsitzender des Rates, Leiter der Stadtverwaltung und Repräsentant der Stadt. Er wurde 1999 erstmals direkt gewählt.
In jüngerer Zeit (Stand Dezember 2021) zieht die Stadt vermehrt junge Menschen an, was aus einer guten Situation in den Bereichen Wohnen, Arbeiten und Immobilien resultiert.

### Stadtrat
Nach der Stadtratswahl am 13. September 2020 gibt es im Stadtrat folgende Sitzverteilung (Stand: Oktober 2020).
| Wahl des Herner Stadtrats 2020Wahlbeteiligung: 41,5 % (2014: 42,2 %) %50403020100 44,1 %20,0 %15,8 %8,4 %4,1 %3,3 %1,6 %1,6 %1,1 % SPDCDUGrüneAfDLinkeFDPUBgPiratenSonst.iGewinne und Verlusteim Vergleich zu 2014 %p 8 6 4 2 0 −2 −4 −6−0,7 %p−5,9 %p+6,5 %p+4,2 %p−2,1 %p+0,5 %p± 0,0 %p−1,1 %p−1,4 %pSPDCDUGrüneAfDLinkeFDPUBPiratenSonst.Anmerkungen:g Unabhängige Bürger (UB)i WWH: 0,9 %; EB Sezer 0,1 %; EB Grzesinski 0,0 % | Sitzverteilung im Herner Stadtrat 2020Insgesamt 62 Sitze - Linke: 3 - SPD: 28 - Grüne: 10 - Piraten: 1 - UB: 1 - CDU: 12 - FDP: 2 - AfD: 5 |

| Wahlvorschläge  | Wahlvorschläge                                                           | % 2020  | Sitze 2020 | % 2014  | Sitze 2014 |
| --------------- | ------------------------------------------------------------------------ | ------- | ---------- | ------- | ---------- |
| SPD             | Sozialdemokratische Partei Deutschlands                                  | 44,14   | 28         | 44,78   | 27         |
| CDU             | Christlich Demokratische Union Deutschlands                              | 20,01   | 12         | 25,87   | 15         |
| GRÜNE           | Bündnis 90/Die Grünen                                                    | 15,81   | 10         | 9,33    | 6          |
| AfD             | Alternative für Deutschland                                              | 8,45    | 5          | 4,17    | 2          |
| LINKE           | Die Linke                                                                | 4,05    | 3          | 6,20    | 4          |
| FDP             | Freie Demokratische Partei                                               | 3,31    | 2          | 2,83    | 2          |
| UB              | Unabhängige Bürger                                                       | 1,6     | 1          | 1,6     | 1          |
| PIRATEN         | Piratenpartei Deutschland                                                | 1,6     | 1          | 2,7     | 2          |
| AL Herne        | Alternative Liste Herne für soziale Gerechtigkeit, Arbeit und Demokratie | –       | –          | 1,6     | 1          |
| Sonst.          | Sonstige                                                                 | 1,1     | –          | 0,9     | –          |
| Gesamt          | Gesamt                                                                   | 100 %   | 62         | 100 %   | 60         |
| Wahlbeteiligung | Wahlbeteiligung                                                          | 41,47 % | 41,47 %    | 42,18 % | 42,18 %    |

### Amtmänner, Bürgermeister und Oberbürgermeister
- 1797–1810: Christoph Johann Wilhelm Karl Natorp (1764 Bochum – 1838) Maire
- 1810–1830: Caspar Heinrich Steelmann, Maire bzw. Bürgermeister (* 1766 Eickel) zugleich Amtmann in Eickel und Bochum (seit 1815).[38]
- 1836–1846: Johann Ludwig Hollweg, Bürgermeister, ab 1844 Amtmann. Ab 1847 Steuerempfänger in Soest.
- 1847–1851: Hamme Esser, Amtmann, später Bürgermeister in Lüdenscheid
- 1851–1868: Friedrich von Forell, Amtmann
- 1869–1875: Gottfried Uhlenbuch, Amtmann († 30. März 1875)
- 1875–1877: Paul Hesse, Amtmann
- 1877–1879: Karl von Bock und Polach, Amtmann, später Oberbürgermeister in Mülheim an der Ruhr
- 1879–1907: Hermann Schaefer, parteilos, Amtmann, 1897 Bürgermeister, 1900 Erster Bürgermeister, 1907 Oberbürgermeister
- 1907–1913: Karl Büren (1871–1942), parteilos, Erster Bürgermeister bzw. Oberbürgermeister
- 1913–1925: Georg Sporleder, parteilos, Erster Bürgermeister, ab 1917 Oberbürgermeister
- 1925–1933: Curt Heinrich Täger, parteilos, Oberbürgermeister
- 1933–1942: Albert Meister, NSDAP, Oberbürgermeister
- 1943–1945: Hugo Peiter (1892–1978), NSDAP, Oberbürgermeister
- 1945–1946: Hermann Meyerhoff (1888–1970), parteilos, Oberbürgermeister
- 1946:–0000 Heinrich Crämer (1883–1960), SPD, Oberbürgermeister
- 1946–1948: Hermann Kleine, (1903–1970), CDU, Oberbürgermeister
- 1948–1951: Josef Walter, SPD, Oberbürgermeister

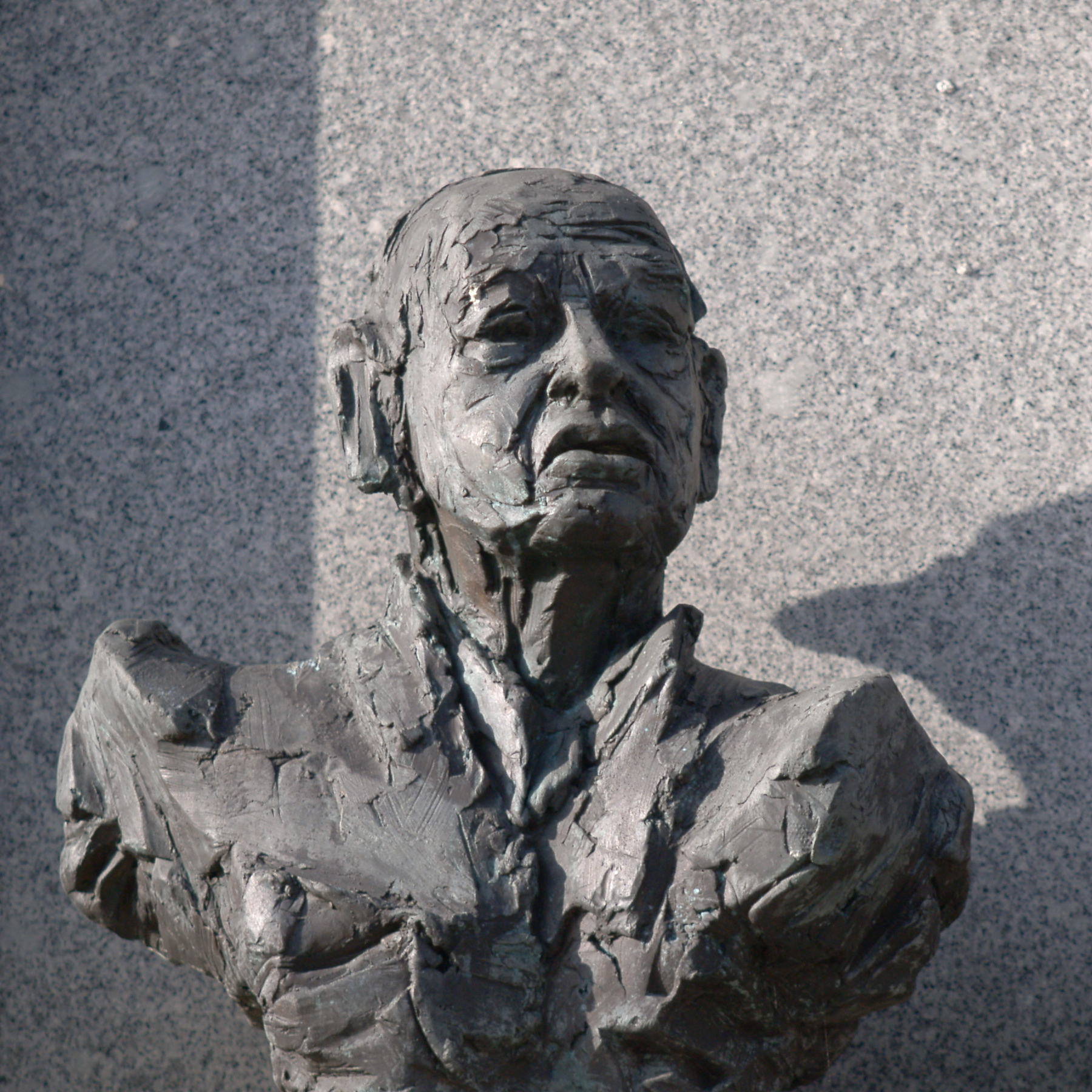
Büste von Robert Brauner an der Stadtgalerie am Robert-Brauner-Platz

- 1951–1975: Robert Brauner, SPD, Oberbürgermeister
- 1975–1984: Manfred Urbanski, SPD, Oberbürgermeister
- 1984–1994: Wilhelm „Willi“ Pohlmann, SPD, Oberbürgermeister
- 1994–2004: Wolfgang Becker, SPD, Oberbürgermeister
- 2004–2015: Horst Schiereck, SPD, Oberbürgermeister
- 2015 bis heute: Frank Dudda, SPD, Oberbürgermeister

Bei der Wahl des Oberbürgermeisters am 13. September 2020 gewann der Amtsinhaber Frank Dudda (SPD) mit 63,41 % gegen seine Mitbewerber bei einer Wahlbeteiligung von 41,43 %.

### Oberstadtdirektoren
- 1946–1953: Hermann Meyerhoff, DP
- 1953–1974: Edwin Ostendorf, SPD
- 1975:–0000 kommissarischer Gemeindedirektor Alfred Hufeld, parteilos (* 1910; † 23. Dezember 2009 in Herne) (1960–1975 Oberstadtdirektor der Stadt Wanne-Eickel)
- 1975–1987: Karl Raddatz, SPD
- 1987–1995: Roland Kirchhof, SPD

(1995 wurde das Amt des Oberstadtdirektors abgeschafft; seitdem ist der Oberbürgermeister zugleich Leiter der Verwaltung)

### Abgeordnete

Herner Wahlkreise

Das Herner Stadtgebiet umfasst einen Bundestagswahlkreis. Der Bundestagswahlkreis Herne – Bochum II umfasst alle Stadtbezirke und die Wahlbezirke Nord und Ost der kreisfreien Stadt Bochum. Hier fiel 2013 mit 48,88 Prozent der abgegebenen Erststimmen das Direktmandat an die erstmals kandidierende SPD-Abgeordnete Michelle Müntefering. Über die Landesliste zog im Jahre 2013 erneut Ingrid Fischbach (CDU) in den 18. Deutschen Bundestag ein.

### Verschuldung
Die Gesamtsumme der Verschuldung der Stadt Herne beläuft sich zum Jahresende 2012 auf 1,181 Milliarden Euro. Jeder Einwohner ist damit mit 7.646 Euro verschuldet.
Für das Haushaltsjahr 2014 hat die Stadt Herne im Gesamtergebnisplan ein Haushaltsdefizit in ordentlichen Erträgen und Aufwendungen (einschließlich Finanzerträgen und -aufwendungen) in Höhe von 47,8 Millionen Euro (309 Euro je Einwohner) veranschlagt. Dies entspricht dem zweithöchsten Pro-Kopf-Haushaltsdefizit aller kreisfreien Städte in Nordrhein-Westfalen im Jahr 2014.

### Wappen

Stadtwappen der kreisfreien Stadt Herne

Historisches Stadtwappen (1937–1974)

Das Wappen der Stadt Herne zeigt vor gelbem Hintergrund ein schwarzes springendes Pferd, links darüber schwarze, ins Kreuz gestellte Schlägel und Eisen. Es ist eine vereinfachte Kombination des am 14. Juni 1929 verliehenen Wappens der Stadt Wanne-Eickel (Pferd) und des am 30. Juli 1900 verliehenen Wappens der Stadt Herne (Schlägel und Eisen). Die Stadtfarben sind gelb-schwarz-gelb.
Die ehemalige Stadt Wanne-Eickel führte bis 1975 ein Wappen mit Emscherbrücher Wildpferd, wie es auch im aktuellen Stadtwappen vertreten ist, kombiniert mit dem alten Wappenschild der Ritter von Eickel, wie er seit 1275 bekannt ist, anstelle der aktuell vertretenen Bergbausymbolik. Die Stadtfarben Wanne-Eickels von 1975 entsprachen dem gelb-schwarz-gelb der heutigen Stadt Herne.
Die Stadt Herne führte bis 1975 ein Wappen, das, nach älterem Vorbild von 1900, seit 1937 im Gebrauch war. Es zeigte einen Eichbaum auf „rotem“, westfälischem Boden, der zugleich als Hügel ausgeformt, den historischen Namen Haranni (haar = Anhöhe) symbolisierte. Der Wappenschild im Fuß mit einem Kleeblatt vor den Bergmannswerkzeugen Schlägel und Eisen nahm Bezug auf die erste Herner Zeche Shamrock (Kleeblatt). Die Stadtfarben Hernes waren von 1915 bis 1975 Grün-Weiß-Rot.

### Städtepartnerschaften
Herne unterhält mit folgenden Städten Städtepartnerschaften:
- Hénin-Beaumont, Frankreich, seit 1954 (bis 1971 mit Beaumont)
- Wakefield, Vereinigtes Königreich, seit 1956
- Ometepe, Nicaragua, seit 1988
- Belgorod, Russland, seit 1990
- Lutherstadt Eisleben, Deutschland, seit 1990
- Konin, Polen, seit 1991
- Beşiktaş, Stadtbezirk von Istanbul, Türkei, seit 2016[43]
- Luzhou, Volksrepublik China, seit 2018

Patenstädte sind:
- Jauer (Stadt und Kreis) in Niederschlesien
- Strehlen (Stadt und Kreis) in Niederschlesien
- Ortelsburg (Stadt und Kreis) in Ermland-Masuren

Außerdem besteht eine Patenschaft über den Airbus A 340-300 Herne.

### Außenwirksamkeit
Am 6. April 2017 stellte der Oberbürgermeister in Zusammenarbeit mit der Stadtmarketing Herne GmbH das neue Markenlogo vor. Dieses ist das Ergebnis eines mehrstufigen Markenprozesses: der Unterstützerkampagne. Während das Markenlogo mit dem Schriftzug „Stadt Herne“ der Verwaltung vorbehalten bleibt, sind Unterstützer dazu aufgerufen, sich die hiermit verbundene Aussage Mit Grün. Mit Wasser. Mittendrin. wie ein Wappenzeichen anzueignen und dadurch ihre Verbundenheit mit Herne auszudrücken.

## Gerichtsbarkeit

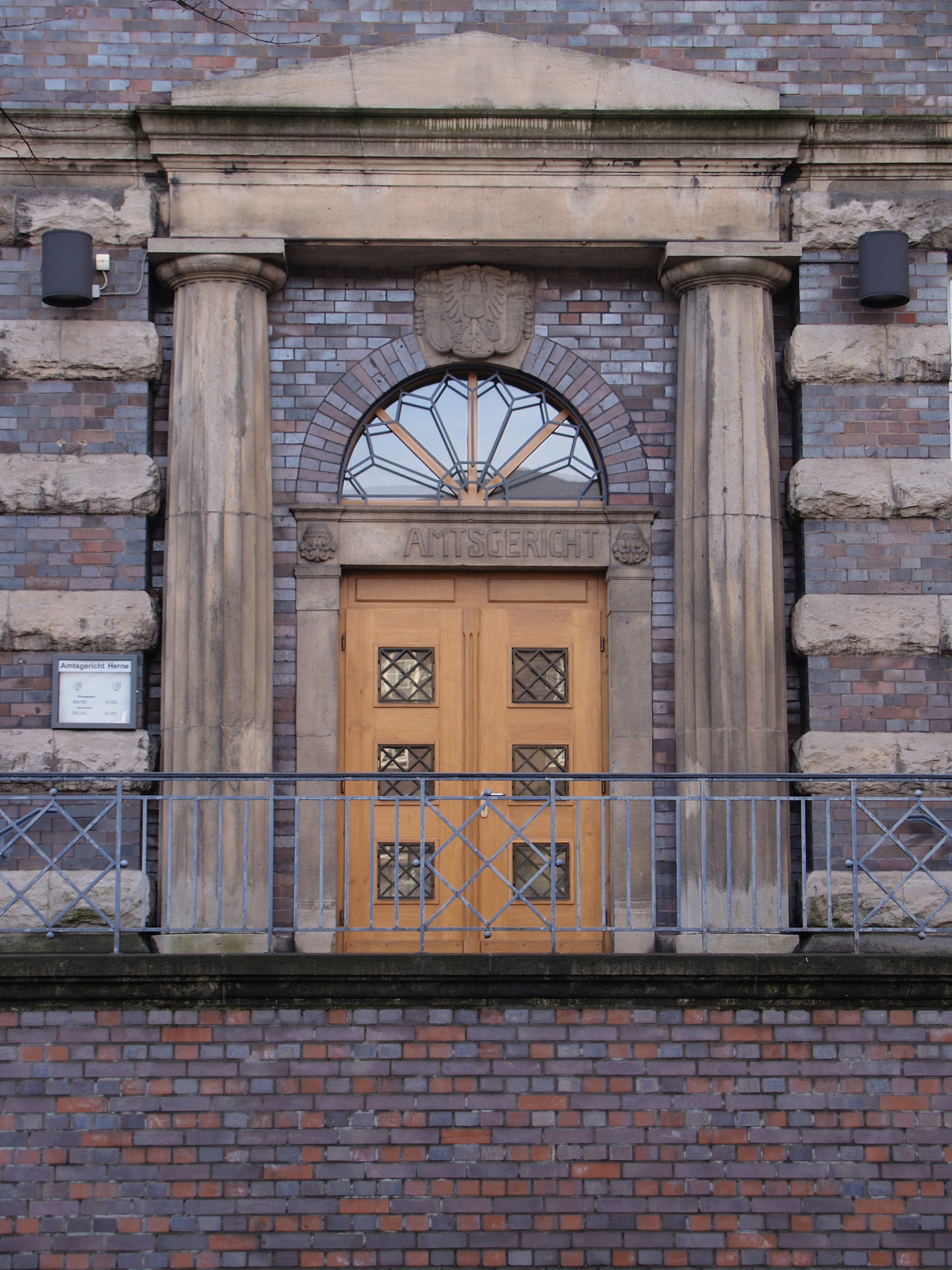
Eingang des Herner Amtsgerichtes

Herne ist Sitz zweier Amtsgerichte. Zuständig für die Stadtbezirke Herne-Mitte und Sodingen ist das Amtsgericht Herne am Friedrich-Ebert-Platz. Der örtliche Zuständigkeitsbereich des Amtsgerichts Herne-Wanne erstreckt sich auf die Stadtbezirke Wanne und Eickel, dieses Gerichtsgebäude befindet sich an der Wanner Hauptstraße. Außerdem ist Herne Sitz des Arbeitsgerichts Herne für die Bereiche Herne und den Kreis Recklinghausen (ohne Gladbeck).

## Wirtschaft und Infrastruktur

### Verkehr

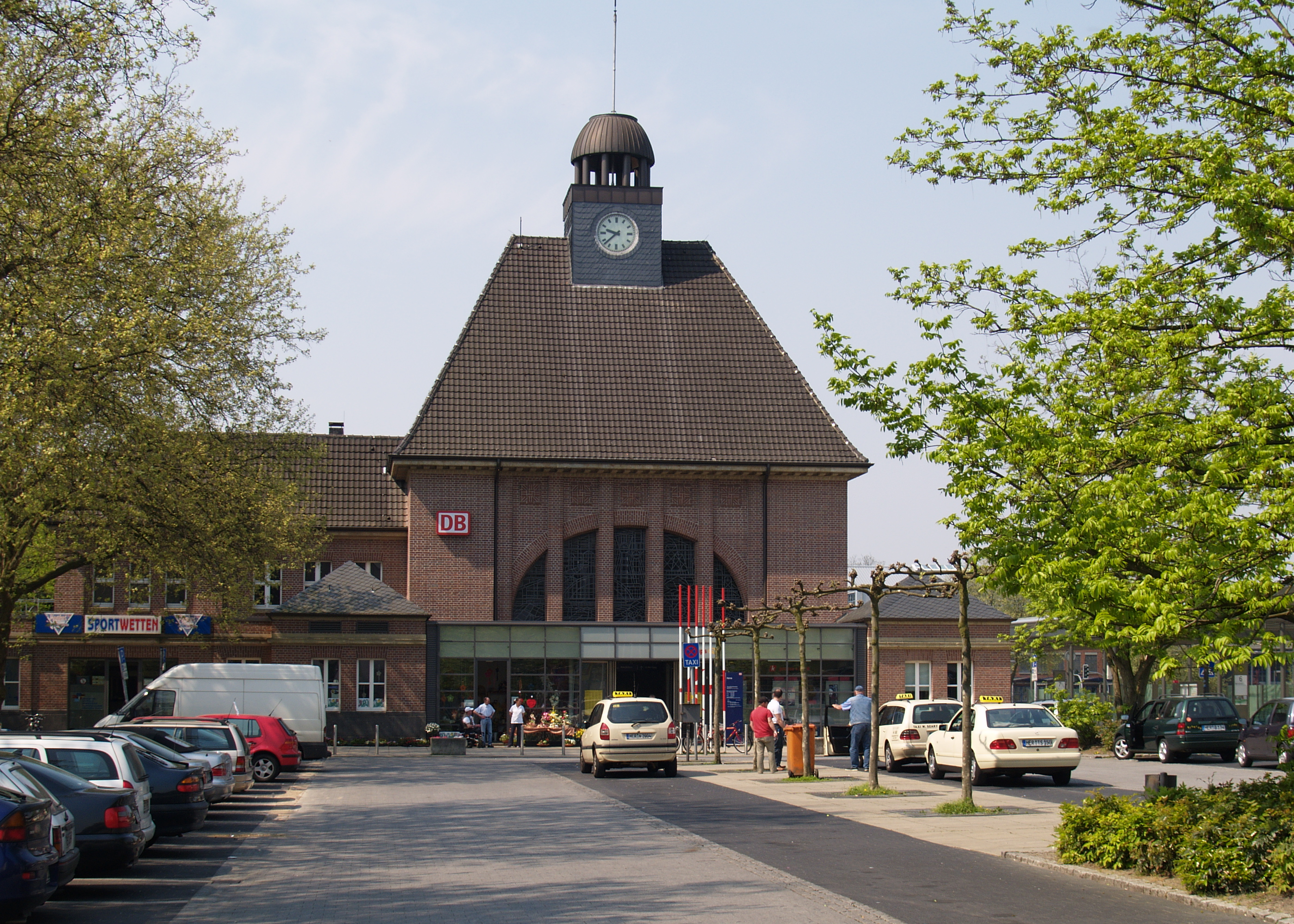
Ostansicht des Herner Bahnhofs

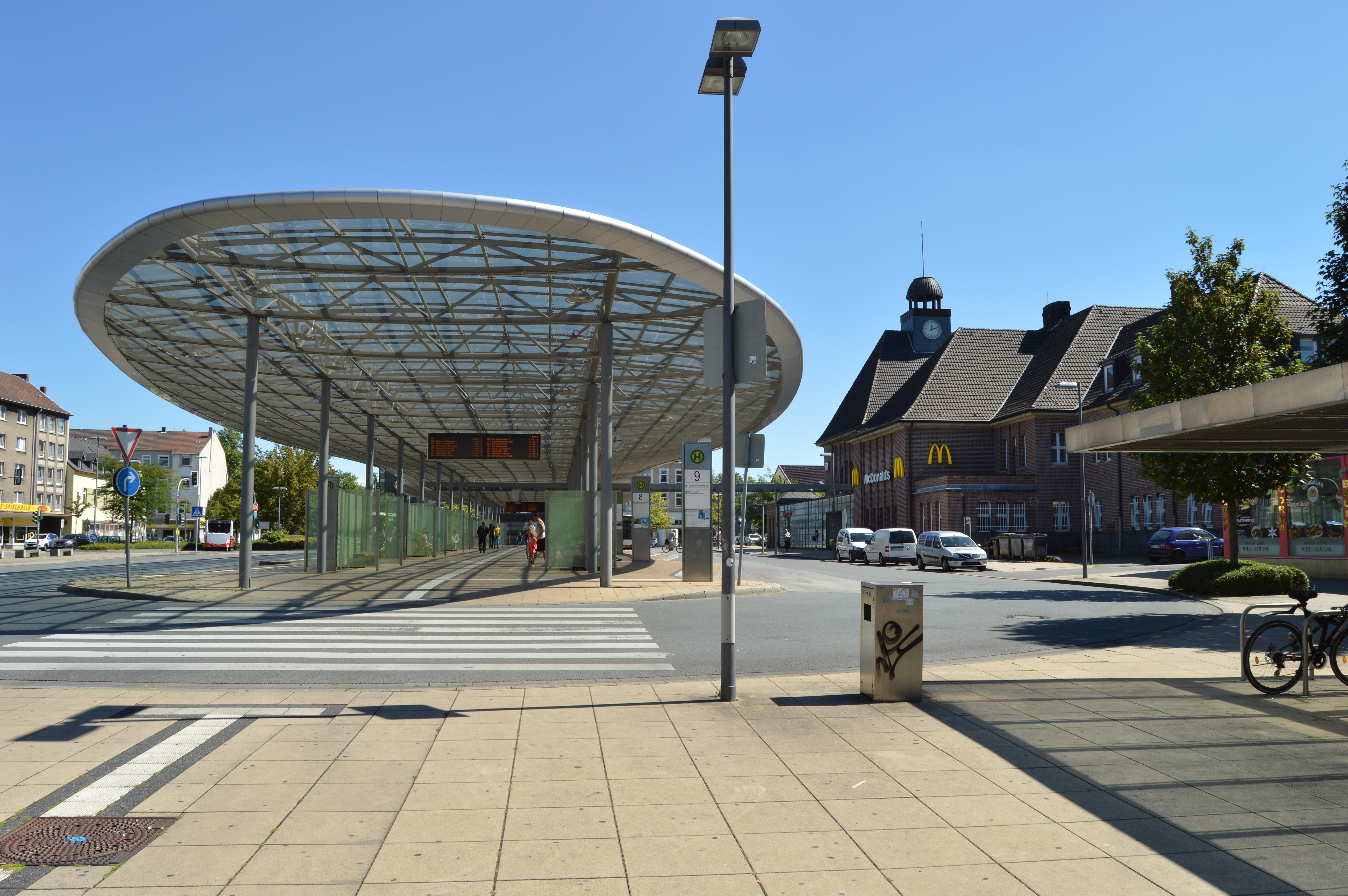
Der neue Busbahnhof, rechts der Bahnhof Herne

Durch das Stadtgebiet Hernes führen die Bundesautobahnen 42 (Kamp-Lintfort–Dortmund) und 43 (Münster–Wuppertal). Beide treffen sich in der Mitte des Stadtgebiets am Autobahnkreuz Herne. Ferner führt die Bundesstraße 226 Bochum-Gelsenkirchen in den Stadtbezirken Eickel und Wanne durch das westliche Stadtgebiet. Die frühere Bundesstraße 51 Recklinghausen-Bochum führte durch den Stadtbezirk Herne-Mitte. Sie wurde jedoch zur Landesstraße 551 umgewidmet und liegt somit nicht mehr im Verantwortungsbereich des Bundes, sondern des Bundeslandes Nordrhein-Westfalen. Die B 51 wurde im Stadtgebiet durch die A 43 ersetzt. Das gesamte Straßennetz hat eine Länge von rund 390 Kilometern. Es setzt sich wie folgt zusammen:
- Autobahnen: 14,8 Kilometer,
- Bundesstraßen: 7,5 Kilometer,
- Landesstraßen: 38,8 Kilometer,
- Kreisstraßen: 34,2 Kilometer,
- Gemeindestraßen: 283,2 Kilometer und
- Privatstraßen: 8 Kilometer.

Herne besitzt mehrere Binnenhäfen am Rhein-Herne-Kanal mit Verbindung zum Rhein und über den Dortmund-Ems-Kanal zur Ems und zum Mittellandkanal.
Herne verfügt nach dem Zusammenschluss der ehemals eigenständigen Städte Herne und Wanne-Eickel aufgrund § 4 des Ruhrgebiet-Gesetzes 1975 über zwei Bahnhöfe. Während am Bahnhof Herne im Stadtbezirk Herne-Mitte nur regionale Verbindungen fahren, hat der Hauptbahnhof im Stadtbezirk Wanne in den vergangenen Jahren zwar auch stark an Bedeutung verloren, ist verkehrstechnisch jedoch der wichtigere von beiden. Die Bahn plant 2025, das ist 50 Jahre nach der Gemeindefusion, seine Umbenennung in Herne-Wanne-Eickel Hauptbahnhof.
Beide Bahnhöfe liegen an der Bahnstrecke Duisburg–Dortmund; in Wanne-Eickel zweigt die Rollbahn nach Hamburg ab. Der Bahnhof Herne wurde bereits 1847 von der Köln-Mindener Eisenbahn eröffnet.
An der Emschertal-Bahn von Dortmund nach Dorsten existiert außerdem der Haltepunkt Herne-Börnig; die Station in Wanne-Eickel-Unser Fritz (am Streckenteil nördlich von Wanne-Eickel Hbf) ist seit 1983 geschlossen.

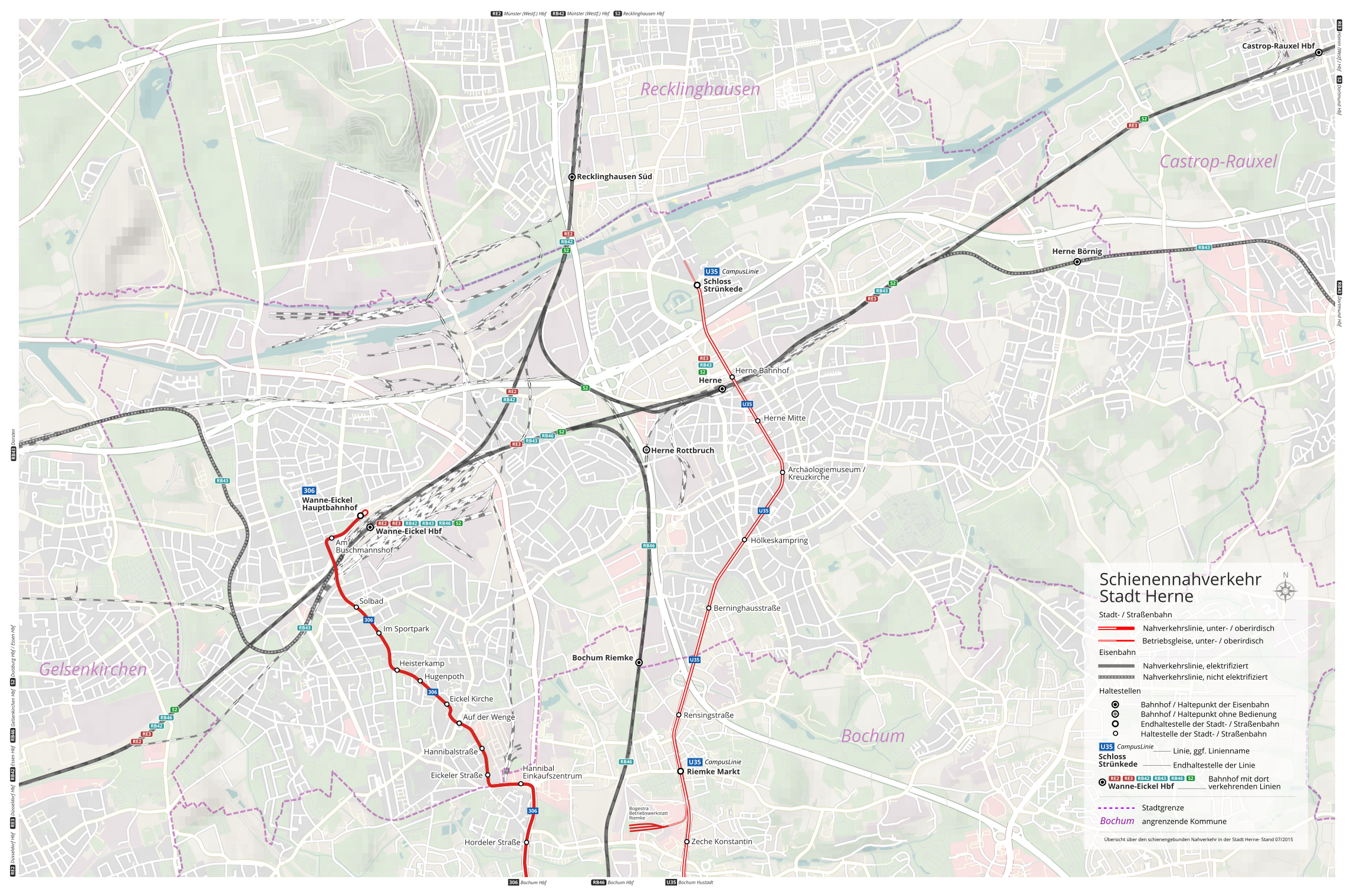
Schienennahverkehr Herne

Im öffentlichen Personennahverkehr (ÖPNV) fahren mehrere Regional-Express- und Regionalbahn-Linien von DB, Eurobahn sowie die S-Bahn Rhein-Ruhr-Züge nach Recklinghausen, Dortmund, Duisburg und Essen. Die Eurobahn ist stündlich zwischen Hamm und Düsseldorf unterwegs. Essen – Mönchengladbach oder in Gegenrichtung Haltern – Münster (–Osnabrück) bietet DB Regio NRW, wie auch Dortmund – Castrop-Rauxel Süd – Gladbeck Ost – Dorsten und Bochum – Gelsenkirchen. Alle Verbindungen des Nahverkehrs fahren zu einheitlichen Preisen innerhalb des Verkehrsverbundes Rhein-Ruhr (VRR), dies gilt auch bei der U-Stadtbahn-Linie U35 der Bochum-Gelsenkirchener Straßenbahnen AG (Bogestra) zwischen Herne Schloss Strünkede und Bochum-Hustadt (TQ); Straßenbahnlinie 306 der Bogestra in den Stadtteilen Wanne und Eickel zwischen Wanne-Eickel Hauptbahnhof und Bochum Hauptbahnhof; Busse der HCR, der Bogestra und der Vestischen. Es sind jedoch auch einzelne Straßenbahnabschnitte aufgegeben worden. Die in den 1970er-Jahren geplante Verlängerung der U35 in Richtung Recklinghausen wird aus finanziellen Gründen wahrscheinlich nicht mehr realisiert; eine im Rahmen der Integrierten Gesamtverkehrsplanung (IGVP) der Landesregierung erstellte Kosten-Nutzen-Rechnung kommt zu dem Ergebnis, dass die Kosten für diese Maßnahme größer sind als der Nutzen (Bewertung: RB Arnsberg, Vorhaben Schiene).
Den dichtesten Takt haben in Herne die U35 (Herne Schloss Strünkede ↔ Bochum-Hustadt (TQ)), Straßenbahn 306 (Wanne-Eickel Hbf ↔ Bochum Hbf) und die Buslinie 311 (Herne Bf ↔ Castrop-Rauxel Münsterplatz).
Die Wanne-Herner Eisenbahn und Hafen GmbH (WHE) betreibt am Rhein-Herne-Kanal die Häfen Wanne-West, Wanne-Ost sowie das Güterverkehrszentrum mit Containerterminal am Westhafen. Die WHE führt überwiegend Transporte mit Montangütern sowie des kombinierten Verkehrs der Herner Industriebetriebe durch und bedient den Güterbahnhof am Wanne-Eickeler Hbf.

### Wirtschaft
Infolge der Zechenstilllegungen durchlebte Herne wirtschaftlich schwierige Zeiten, da es nicht gelang, in anderen Branchen so viele Arbeitsplätze zu schaffen wie im Bergbau und bei Bergbauzulieferern verloren gingen. Von 2005 bis 2014 sanken die Durchschnittspreise für Wohnimmobilien um 13 % – eine Folge wie auch ein Ausdruck der wirtschaftlichen Krise sowie des Bevölkerungsrückgangs.
Im Jahre 2016 erbrachte Herne, innerhalb der Stadtgrenzen, ein Bruttoinlandsprodukt (BIP) von 3,582 Milliarden €. Das BIP pro Kopf lag im selben Jahr bei 22.918 € (Nordrhein-Westfalen: 37.416 €/ Deutschland 38.180 €). Die Stadt weist damit das drittniedrigste Pro-Kopf BIP unter allen kreisfreien Städten in Deutschland auf. In der Stadt gab es 2016 ca. 61.800 erwerbstätige Personen. Die Arbeitslosenquote lag im Dezember 2018 bei 10,5 % und damit deutlich über dem Durchschnitt von Nordrhein-Westfalen mit 6,4 %.
Produzierendes Gewerbe
- Seit der Firmengründung im Jahr 1934 hat der weltweit operierende Betonpumpenhersteller Schwing seine Konzernzentrale in Herne-Crange, direkt am Rhein-Herne-Kanal und in Sichtweite zum Gelände der Cranger Kirmes.
- Seit den 1950er-Jahren hat der international tätige Hersteller von Antriebstechnik und Kälte-Klimatechnik, die Vulkan Gruppe, seinen Sitz in Crange. Weltweit sind ca. 1200 Mitarbeiter beschäftigt.
- Die Steag GmbH betreibt in Herne-Baukau ein Steinkohlekraftwerk, das auch Wärme für die regionale Versorgung im Ruhrgebiet Fernwärmeschiene Ruhr auskoppelt.[53]
- Der in London beheimatete und international tätige Chemiekonzern Ineos (vor Ort 130 Mitarbeiter) betreibt ebenso wie die Evonik Industries (400 Mitarbeiter) in Herne eine innenstadtnahe Produktionsstätte. Der Chemie-Konzern Innospec produziert in Wanne-Eickel Additive für die Kraftstoffindustrie und beschäftigt 142 Mitarbeiter. Die in Baukau beheimateten Sinterwerke, ein zur japanischen Sumitomo Group gehörender Autozulieferer, beschäftigt in Herne ebenfalls 142 Mitarbeiter. Ein weiteres mittelständisches Unternehmen ist Adams Armaturen, das vor Ort 195 Mitarbeiter beschäftigt.  Die FläktGroup, ein führender Anbieter von Be- und Entlüftungssystemen, beschäftigt in Herne etwa 200 Mitarbeiter.

Dienstleistungsbetriebe
- Börnig erlangte als Verteilzentrale von UPS Bekanntheit, da alle UPS-Lieferungen von außerhalb Europas nach Kontinentaleuropa dort umgeladen werden. Ebenfalls in Börnig, unweit der UPS-Verteilzentrale, ist das Ruhr-Vertriebszentrum des Pharmagroßhandels Phoenix AG ansässig, das Apotheken im gesamten Ruhrgebiet, im Sauerland sowie im Siegerland rund um die Uhr mit Pharmazeutika versorgt.
- Auch die börsennotierte Sanacorp Pharmahandel ist ein Pharma-Großhändler mit (2010) 200 Mitarbeitern.
- Einer der größten Busreiseveranstalter Deutschlands, die Anton Graf GmbH Reisen & Spedition, hat ihren Firmensitz in Herne.
- Die Parfümerie Pieper, eine Kette mit über 100 Filialen (v. a. in NRW) hat ihren Hauptsitz in Herne.

Das für die dienstleistungsorientierte Stadt Herne wichtige Handwerk wird von der Kreishandwerkerschaft Herne/Castrop-Rauxel organisatorisch betreut.

### Medien
In Herne unterhält eine Tageszeitung eine Lokalredaktion. Über das regionale Geschehen berichtet die Westdeutsche Allgemeine Zeitung, kurz WAZ, mit den Lokalausgaben Herne und Herne-Wanne-Eickel. Neben der WAZ, durch die Herne heute Einzeitungskreis ist, gab es bis Mitte der 1970er-Jahre die „Herner Zeitung“, die Westfälische Rundschau und die Ruhr-Nachrichten, Dortmund, mit der Lokalausgabe Herne.
Die Stadt verfügt seit dem 1. September 1990 über einen eigenen Hörfunk-Lokalsender mit dem Namen Radio Herne. Einmal wöchentlich erscheint das Wochenblatt Herne/Wanne-Eickel mit einer Auflage von 86.300 Exemplaren und wird kostenlos an alle Haushalte verteilt. Bis April 2018 erschienen die Sonntagsnachrichten, bis sie aus wirtschaftlichen Gründen eingestellt wurden.
Seit 2001 existiert in Herne das Online-Magazin des Kulturvereins „Herner Netz e. V.“. Es bietet täglich aktuelle Nachrichten aus Herne, Wanne-Eickel und aus der Region.
Seit 2009 gibt es die Onlinezeitung „halloherne“. Sie berichtet über die aktuellen lokalen Geschehnisse.

### Bildung

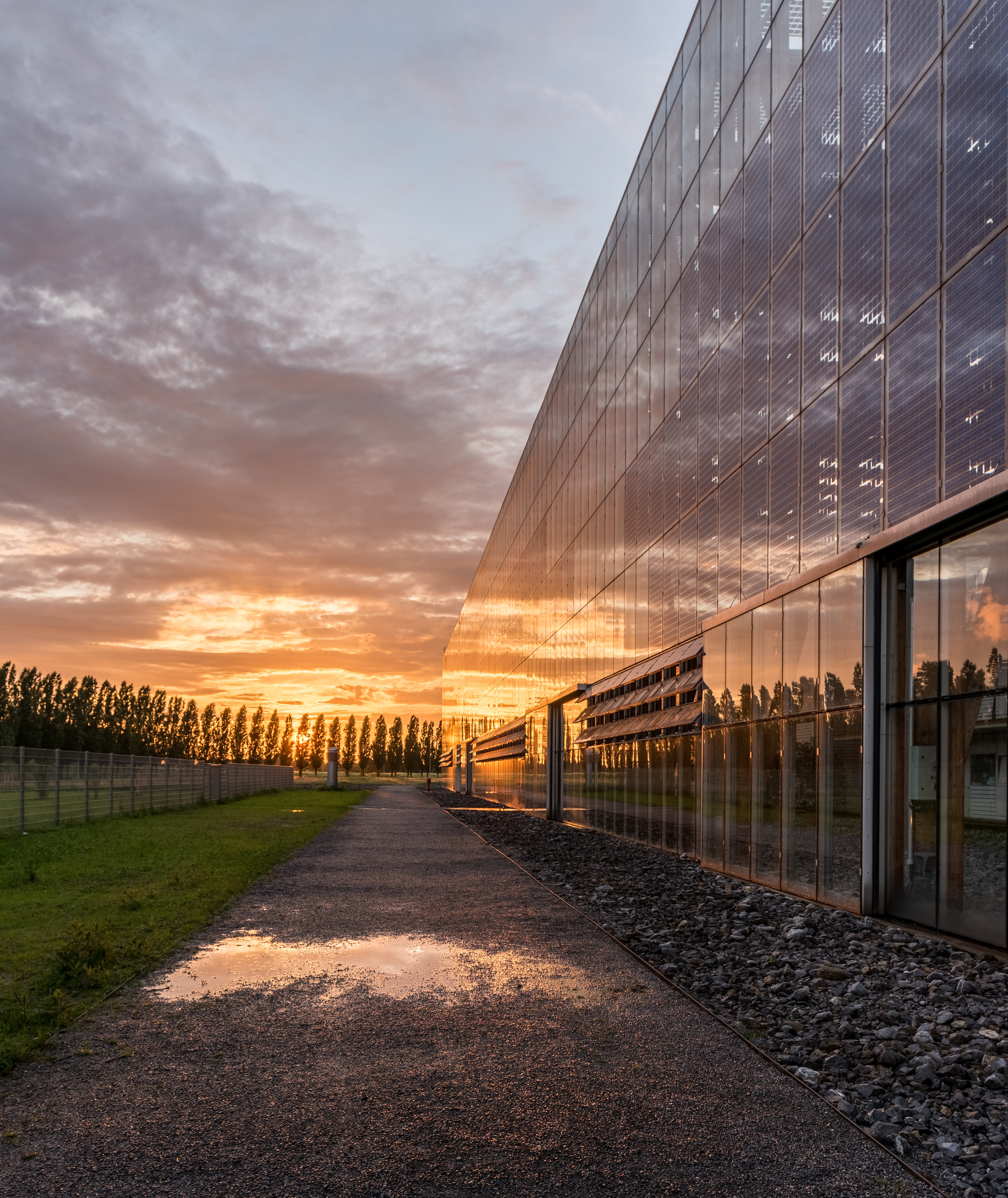
Akademie Mont Cenis in Herne-Sodingen

Das städtische Haranni-Gymnasium wurde 1872 als private Rektoratsschule für Mädchen gegründet. Das ebenfalls städtische Pestalozzi-Gymnasium feierte 2002 in einem 1980 am Harpener Weg bezogenen Neubau seinen 100. Geburtstag. Das mit 1100 Schülern größte städtische Gymnasium ist das 1957 gegründete Otto-Hahn-Gymnasium. Im Bereich der ehemaligen Stadt Wanne-Eickel liegen das Gymnasium Wanne und das Gymnasium Eickel. Ferner bestehen in Herne vier Gesamtschulen, vier Realschulen, sieben Hauptschulen, 26 Grundschulen, acht Förderschulen und je eine Privat- und Musikschule.
Das Marienhospital in Herne ist ein Klinikum der Ruhr-Universität und Ort der medizinischen Ausbildung der Studierenden.
Die Hochschule für Polizei und öffentliche Verwaltung Nordrhein-Westfalen hat seit 2018 Herne als Studienort. 2021 folgte FOM – Hochschule für Oekonomie und Management.
Die Sternwarte Herne im Dorneburger Park bietet regelmäßige Himmelsbeobachtungen, astronomische Vorträge und Vorführungen im Planetarium an.

### Hilfsorganisationen

#### Feuerwehrwesen und Rettungsdienst
Neben den 150 hauptamtlichen Feuerwehrleuten hat die Stadt Herne auch 200 freiwillige Kräfte. Diese sorgen für die Sicherheit innerhalb der Stadt und leisten auch über die Stadtgrenzen hinaus überörtliche Hilfe.
Die Alarmierung der Feuerwehren sowie der Mitarbeiter der angeschlossenen Hilfsorganisationen wie THW, DRK, Malteser Hilfsdienst MHD und ASB und der Krisenstäbe erfolgt primär über den Digitalalarm (Pager) und zusätzlich mit Hilfe der webbasierten Alarmierungslösung GroupAlarm per SMS.

#### Technisches Hilfswerk
Als eine der wenigen Städte in Deutschlands hat Herne zwei Ortsverbände des Technischen Hilfswerks. Die beiden Ortsverbände sind der Ortsverband Herne und der Ortsverband Wanne-Eickel. Diese Besonderheit ergänzt das Feuerwehrwesen und den Rettungsdienst der Stadt Herne maßgeblich, da so die vorhandenen Wachen der Feuerwehr durch technische Fachgruppen weiter unterstützt werden.

## Kultur und Sehenswürdigkeiten

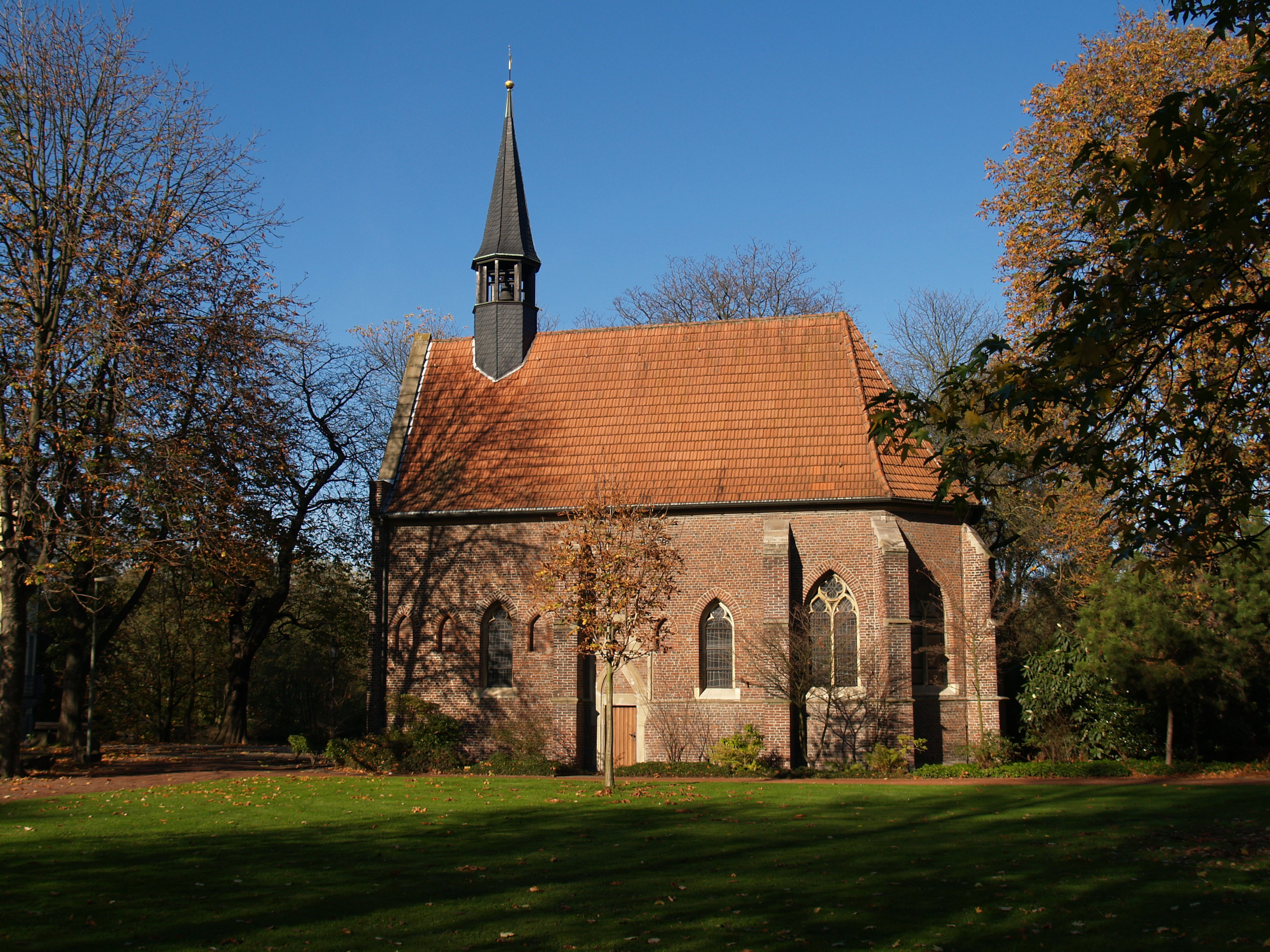
Hernes ältestes Gebäude, die Schlosskapelle von 1272

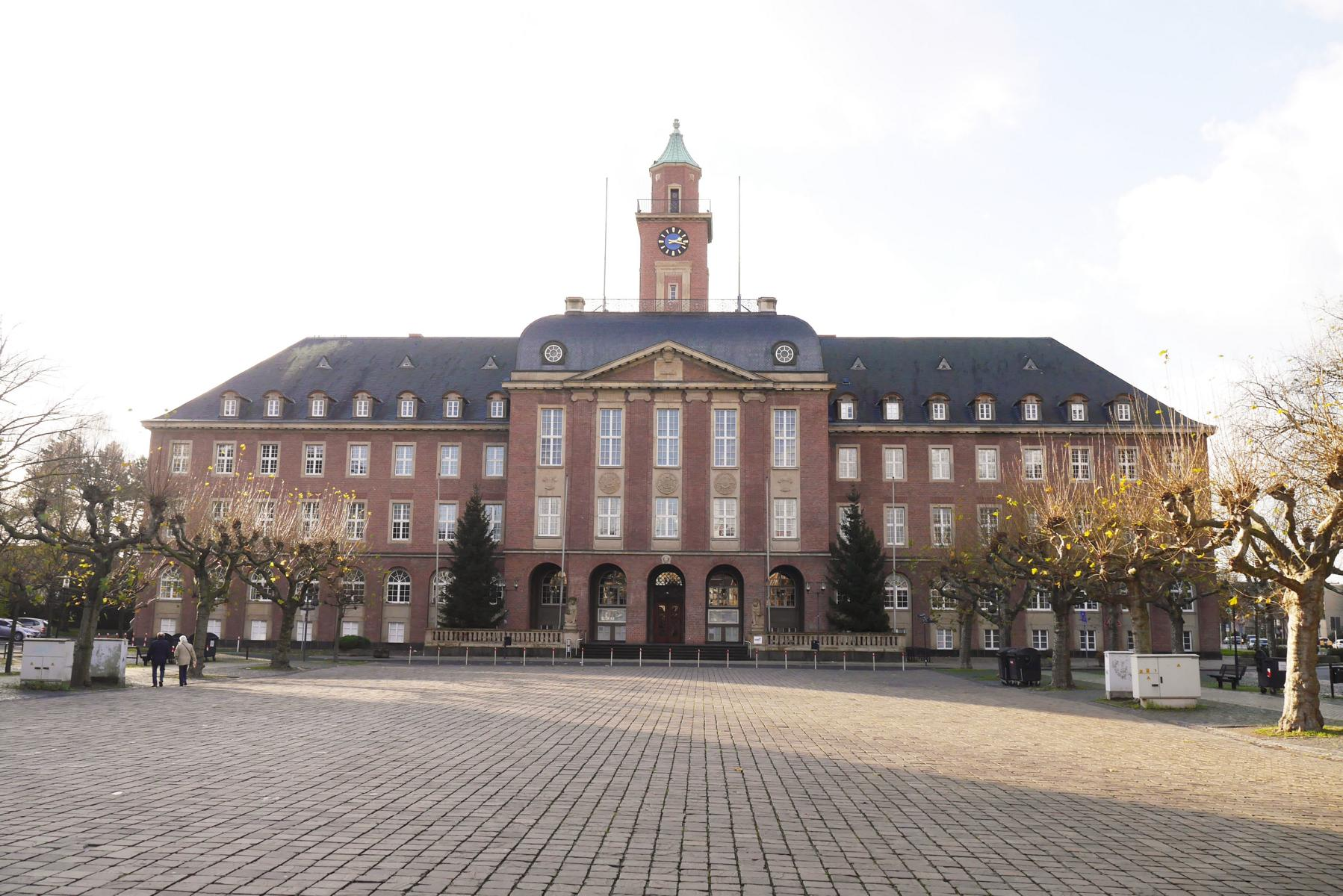
Rathaus mit Friedrich-Ebert-Platz

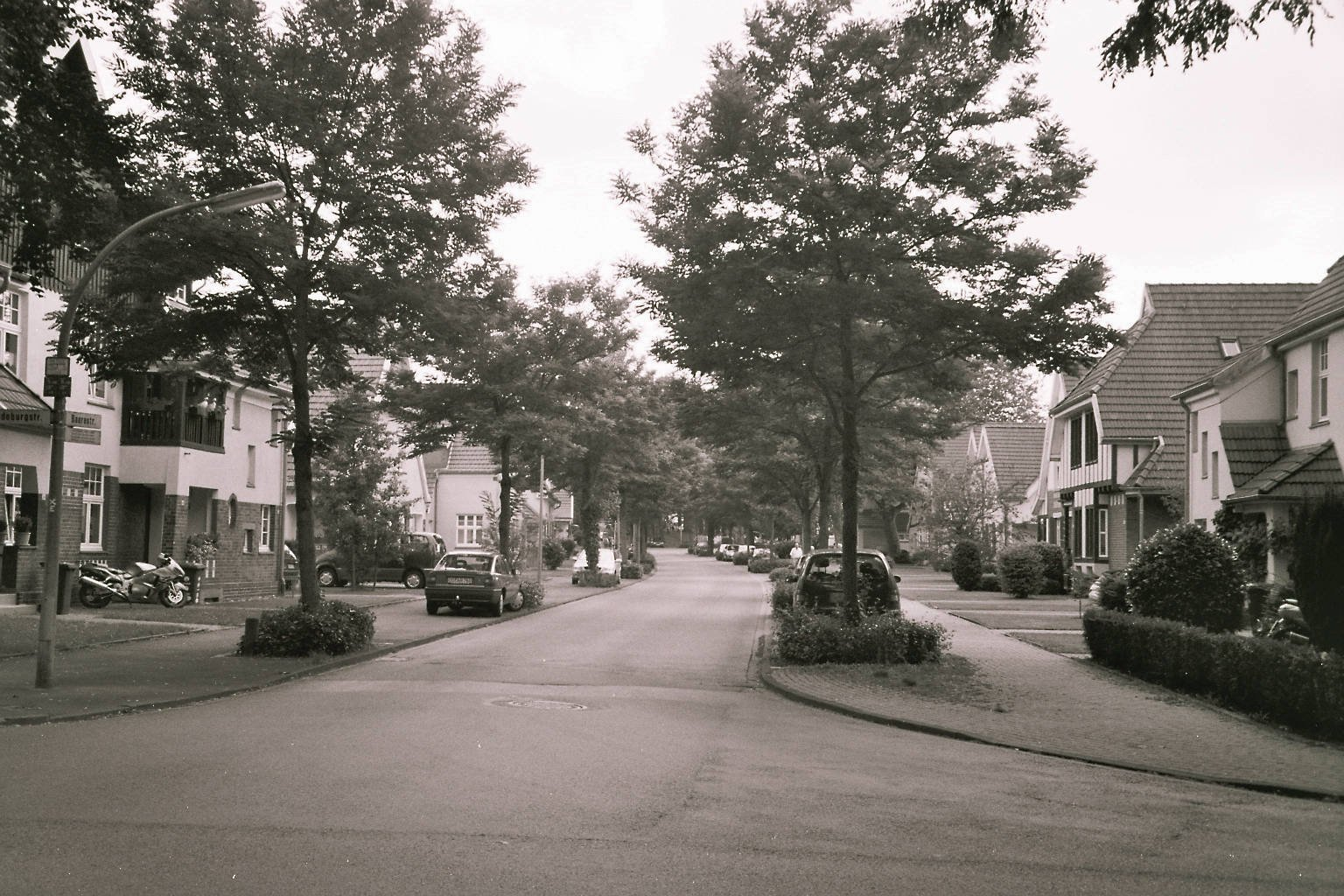
Siedlung Teutoburgia

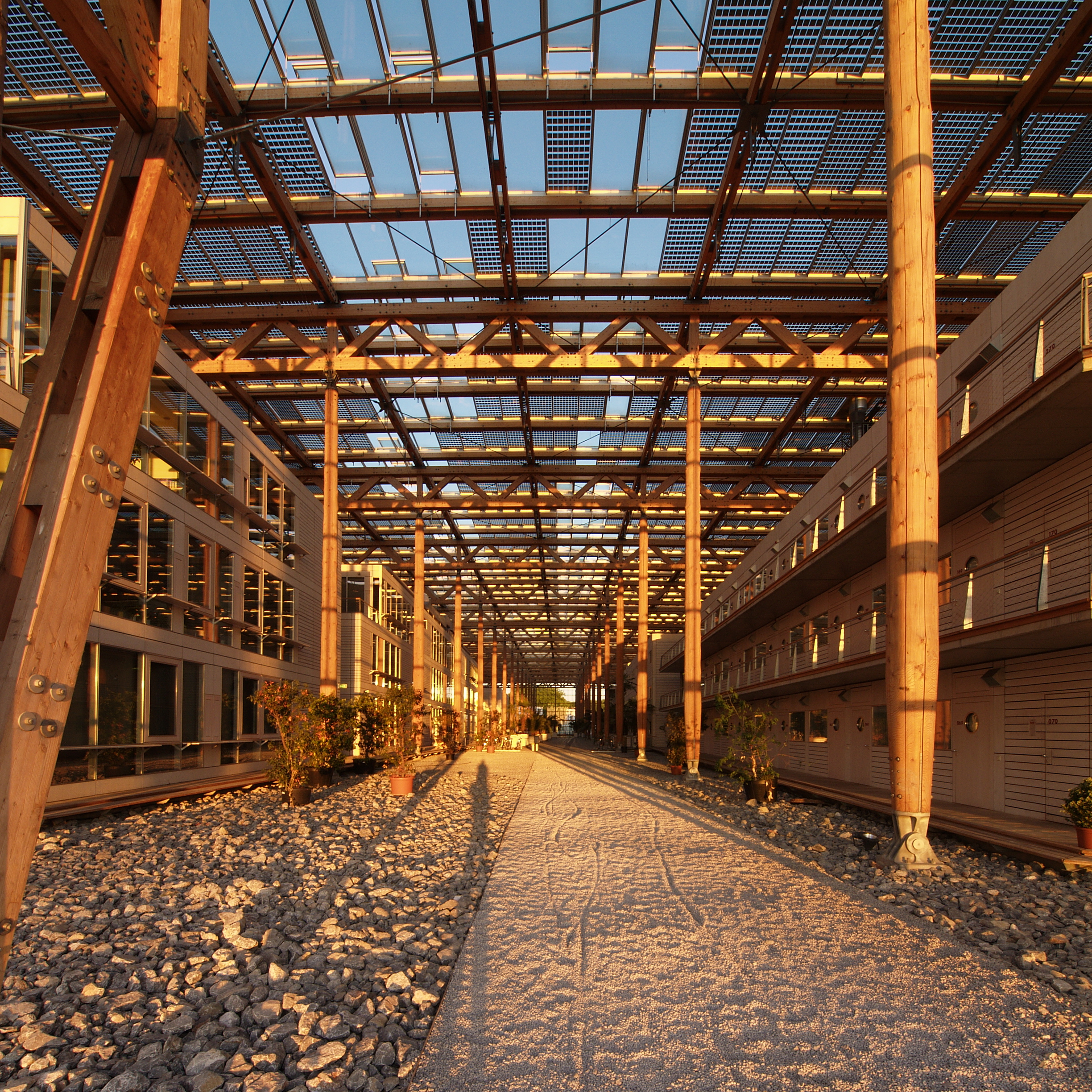
Blick in das Gebäude der Akademie Mont-Cenis

### Theater und Kino
Herne verfügt mit dem kleinen theater herne über ein eigenes, 1995 gegründetes Ensemble. Es hatte seit 1977 bei verschiedenen Theaterprojekten im Ruhrgebiet zusammengearbeitet. Im November 1998 eröffnete das Ensemble ein eigenes Theater. Dieses hat 50 Plätze. 1970 gab es bereits ein Theater in Herne, das Zimmertheater, welches jedoch seinerzeit geschlossen wurde. Zum Spielplan des kleinen theaters herne gehören ernste Werke sowie Boulevard- und Kindertheater.
Eine weitere Stätte von Theateraufführungen ist seit Januar 2004 der unter der Leitung von Christian Stratmann stehende Mondpalast von Wanne-Eickel. Er ist das bislang erste Volkstheater im Ruhrgebiet. Hinter der Jugendstilfassade des ehemaligen Städtischen Saalbaus werden vornehmlich Komödien aufgeführt, in denen die Darsteller eines festen Ensembles in ihren Rollen bekannte Typen des Reviers verkörpern.
Seit Oktober 2004 hat Herne ein Multiplex-Kino mit sechs Sälen. Das Kino trägt den Namen Filmwelt Herne, befindet sich am Berliner Platz und ist eines der ersten Kinos in Nordrhein-Westfalen, welches regelmäßig Filme in Digital-Version zeigt.

### Bibliotheken
Die Stadt Herne unterhält im Kulturzentrum in der Innenstadt und in Wanne unweit der Fußgängerzone zwei Hauptstellen der öffentlichen Stadtbücherei, die von allen Bürgern, gegen eine geringe Jahresgebühr, genutzt werden können. Außerdem wird neben einer Fahrbibliothek („Bücherbus“) ein Bücherlieferservice für ältere Bürger unterhalten.
In der Nähe des Kulturzentrums befindet sich die Martin-Opitz-Bibliothek, ehemals die Bücherei des deutschen Ostens. Sie ist eine Spezialbibliothek mit einem Sammelgebiet, das den gesamten Raum Ostmittel-, Ost- und Südosteuropas abdeckt. Sie wird von einer Stiftung getragen, an deren Gründung das Land Nordrhein-Westfalen, die Stadt Herne und die Bundesrepublik beteiligt sind.
Die öffentlich zugängliche Bibliothek des Emschertal-Museums in Baukau bietet einen Präsenzbestand mit thematischem Schwerpunkt auf Archäologie, Volkskunde und Kunsthandwerk in Herne und dem Ruhrgebiet.

### Museen

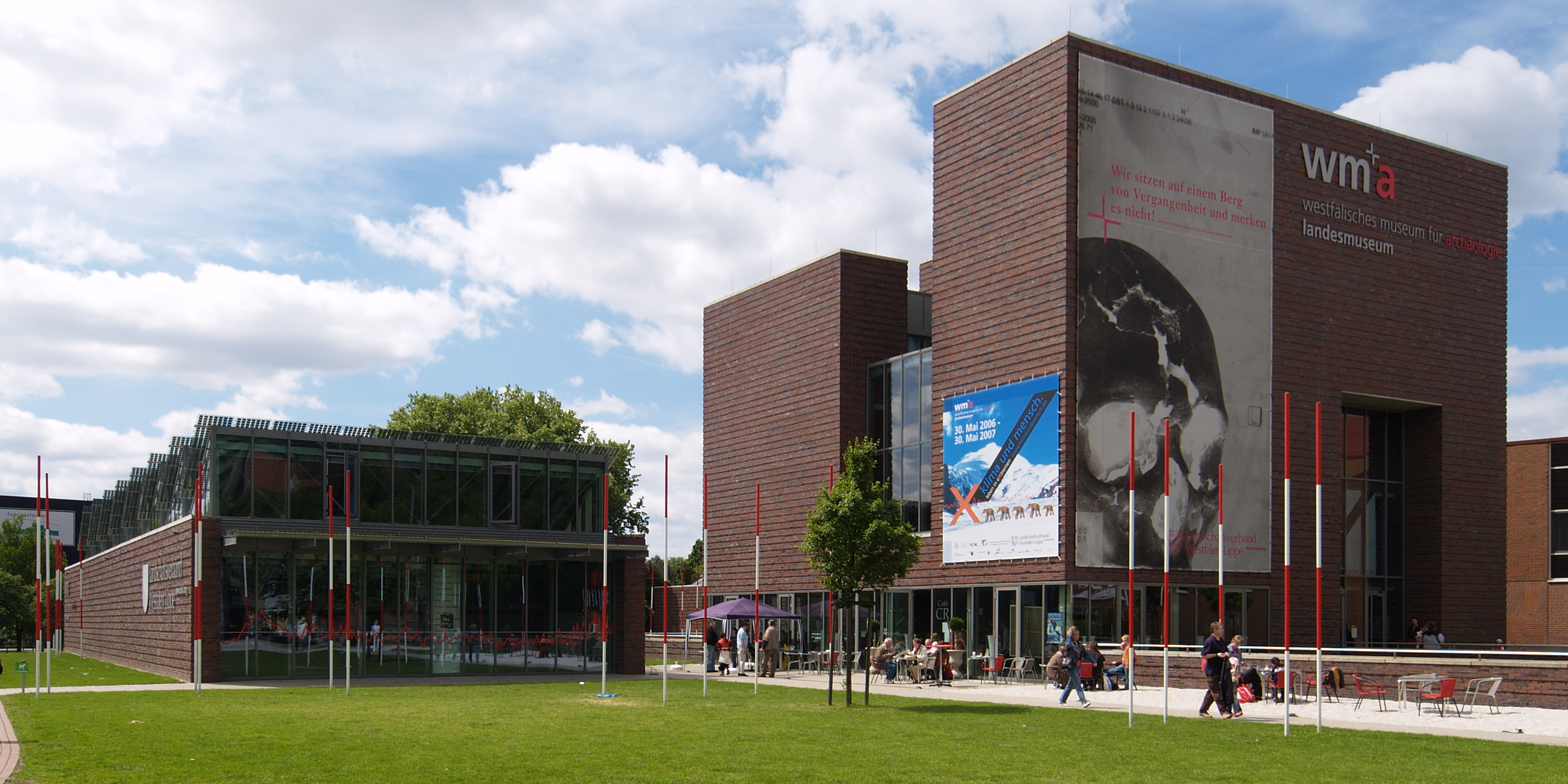
Westfälisches Museum für Archäologie

- Der Landschaftsverband Westfalen-Lippe unterhält das LWL-Museum für Archäologie.
- Das Emschertal-Museum unterhält vier Standorte:
  - Im Renaissance-Wasserschloss Schloss Strünkede wird eine regionalgeschichtliche Sammlung präsentiert.
  - Im benachbarten Park befindet sich in einer alten Gründerzeitvilla der Familie von Forell die Städtische Galerie im Schlosspark Strünkede. Dort werden Schwerpunkte der grafischen Sammlungen und Sonderausstellungen gezeigt.
  - Im Heimatmuseum Unser Fritz findet man eine Ausstellung über die kulturellen, wirtschaftlichen und naturkundlichen Hintergründe der Region.
  - Mit mehreren Ausstellungen im Jahr wendet sich der „Alte Wartesaal“ im Herner Bahnhof vor allem an ein jüngeres Publikum. Er öffnet darüber hinaus aber auch für besondere Veranstaltungen wie Lesungen, innovative Theaterproduktionen oder kleine Konzerte die Türen.
- Das private Opel-Museum Herne zeigt in einer Halle an der Riemker Straße 50 Opel-Oldtimer, aber auch Nähmaschinen, Fahrräder und sogar Kühlschränke der Marke Opel sowie Opel-Souvenirs.

Siehe auch: Liste der Museen in Herne

### Bauwerke

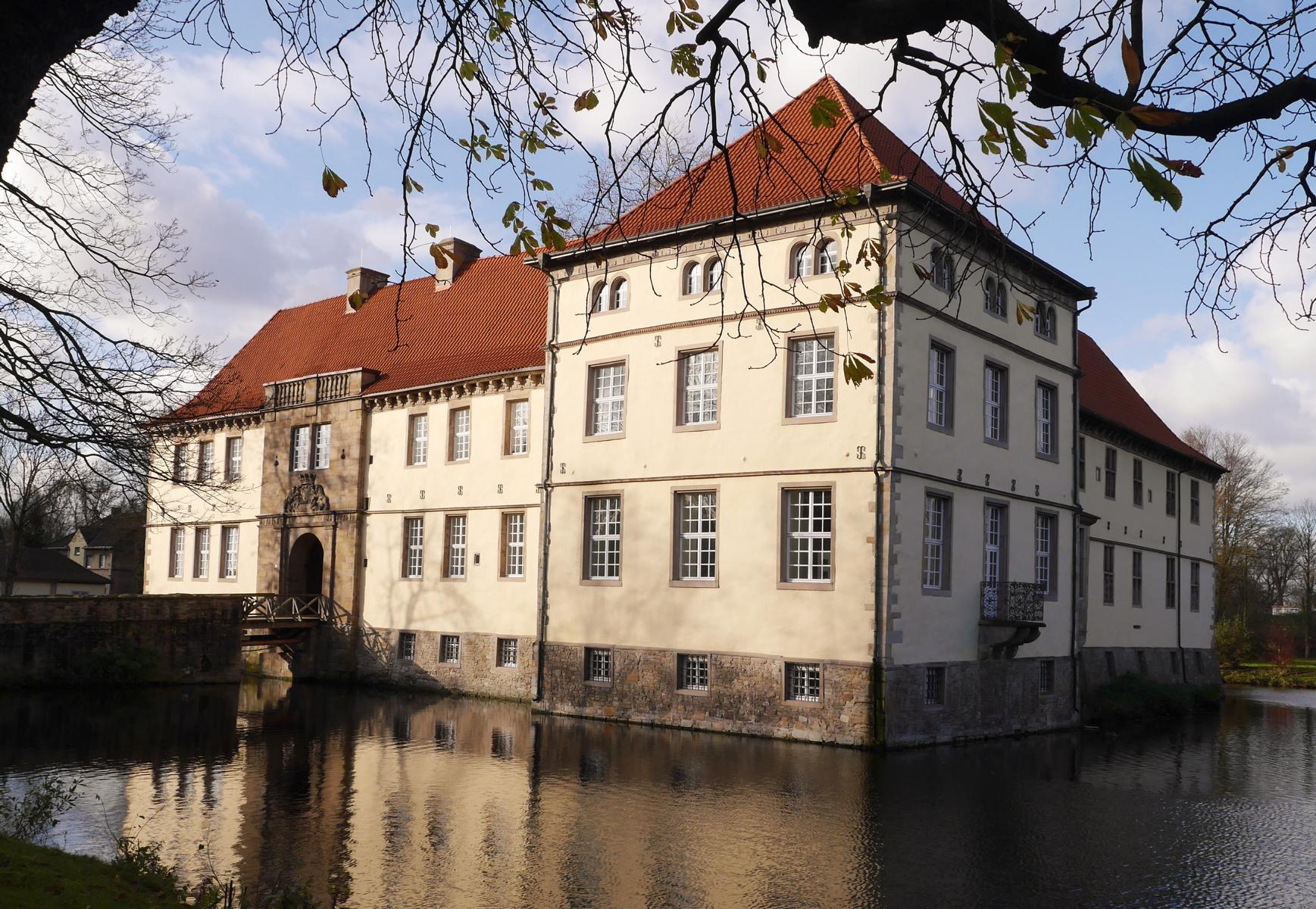
Schloss Strünkede

Sehenswert in Herne ist das bereits erwähnte Wasserschloss Strünkede in Baukau, das als Wahrzeichen der Stadt gilt. Im Kern eine mittelalterliche Burg, wurde es im frühen 17. Jahrhundert in seiner heutigen Renaissanceform vollendet. Zum Gesamtensemble im Strünkeder Schlosspark gehören auch die gotische Schlosskapelle, die Städtische Galerie in einer Gründerzeitvilla und die ehemalige Fachwerkmühle Schollbrockhaus aus dem 19. Jahrhundert, heute Galerie.
Charakteristisch ist auch das Rathaus (1911/1912), ein neoklassizistisches Repräsentationsgebäude mit monumentaler Fassadengestaltung von Wilhelm Kreis; es steht seit 1985 unter Denkmalschutz. Es liegt in einem städtebaulich interessanten Behördenviertel mit sehenswerten Gebäuden (Post 1910, Amtsgericht 1914–1919, Reichsbank 1924 und Finanzamt 1926 (beide 2009 abgebrochen), Polizei 1927–1929, ehemalige Sparkasse 1929–1930 (heute Bürgeramt)) aus dem ersten Drittel des 20. Jahrhunderts.
Die evangelische Hauptkirche ist die Kreuzkirche von 1875. Die Pfarrkirche St. Bonifatius ist die älteste katholische Kirche Hernes. Neben der modernen Kirche ist ihr denkmalgeschützter neugotischer Turm erwähnenswert, welcher in seinem Erdgeschoss ein Schuhgeschäft beheimatet.

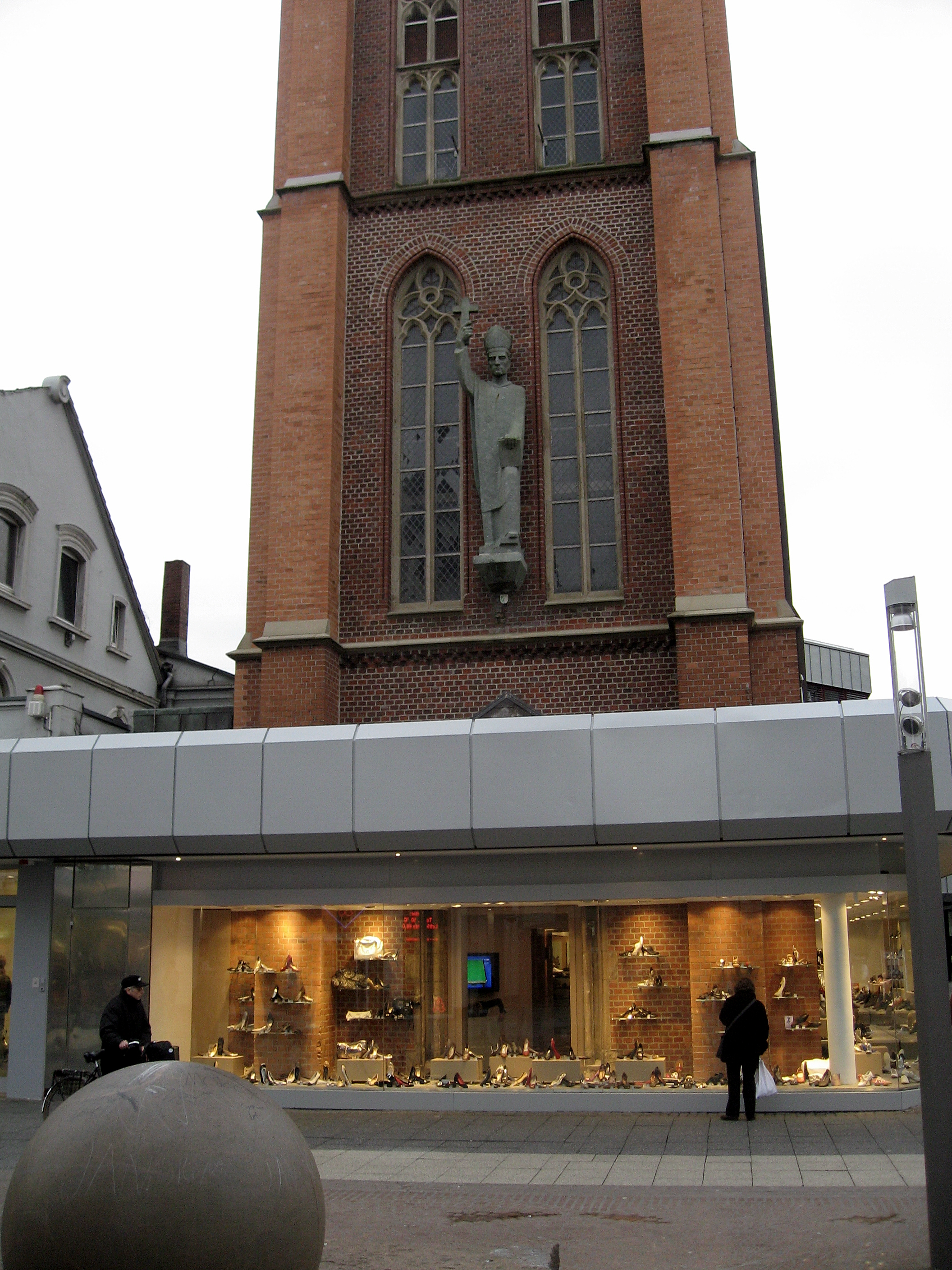
St. Bonifatius – ehem. Eingangsbereich

In Börnig wurde in den letzten Jahren die Siedlung Teutoburgia, eine ehemalige Zechensiedlung der Zeche Teutoburgia, aufwändig restauriert. Zusammen mit dem alten Schachtgerüst der einstmals zugehörigen Zeche bietet sich dem Betrachter das Bild eines Gartenstadtideals des frühen 20. Jahrhunderts.
In Herne-Sodingen wurde die Fortbildungsakademie des Innenministeriums von Nordrhein-Westfalen auf dem Gelände der ehemaligen Zeche Mont Cenis errichtet. Dieses Gebäude enthält die weltweit größte gebäudeintegrierte Solaranlage.
In den Stadtteilen Wanne und Eickel befinden sich das ehemalige Rathaus von Wanne-Eickel, die evangelische Kirche Wanne (Christuskirche), die evangelische Kirche Eickel (Johanneskirche), die katholische Kirche in Wanne-Süd (St. Joseph, „Löwen-Kirche“), die Künstlerzeche „Unser Fritz“, das Sol- und Thermalbad Wilhelmsquelle und der Hauptbahnhof.
Das um 1910 erbaute „Stadion am Schloss Strünkede“ in Baukau war eines der größten damaligen Stadien. Es kann bis zu 32.000 Menschen Platz bieten.

### Orgel
Die Kreuzkirche in Herne besitzt das kulturhistorisch wichtigste Instrument der Stadt Herne und eine der wenigen erhaltenen Orgeln des Ruhrgebiets mit 130-jähriger Geschichte. Sie wurde 1877 von dem Orgelbauer Schulze und Söhne aus Paulinzella in Thüringen gebaut.
Die St.-Josephs-Kirche in Herne-Horsthausen besitzt eine in Herford 1810 erbaute klassizistische Orgel. Seit 1987 ist sie wieder in Gebrauch und die älteste erhaltene Orgel in Herne.

### Parks und Grünflächen

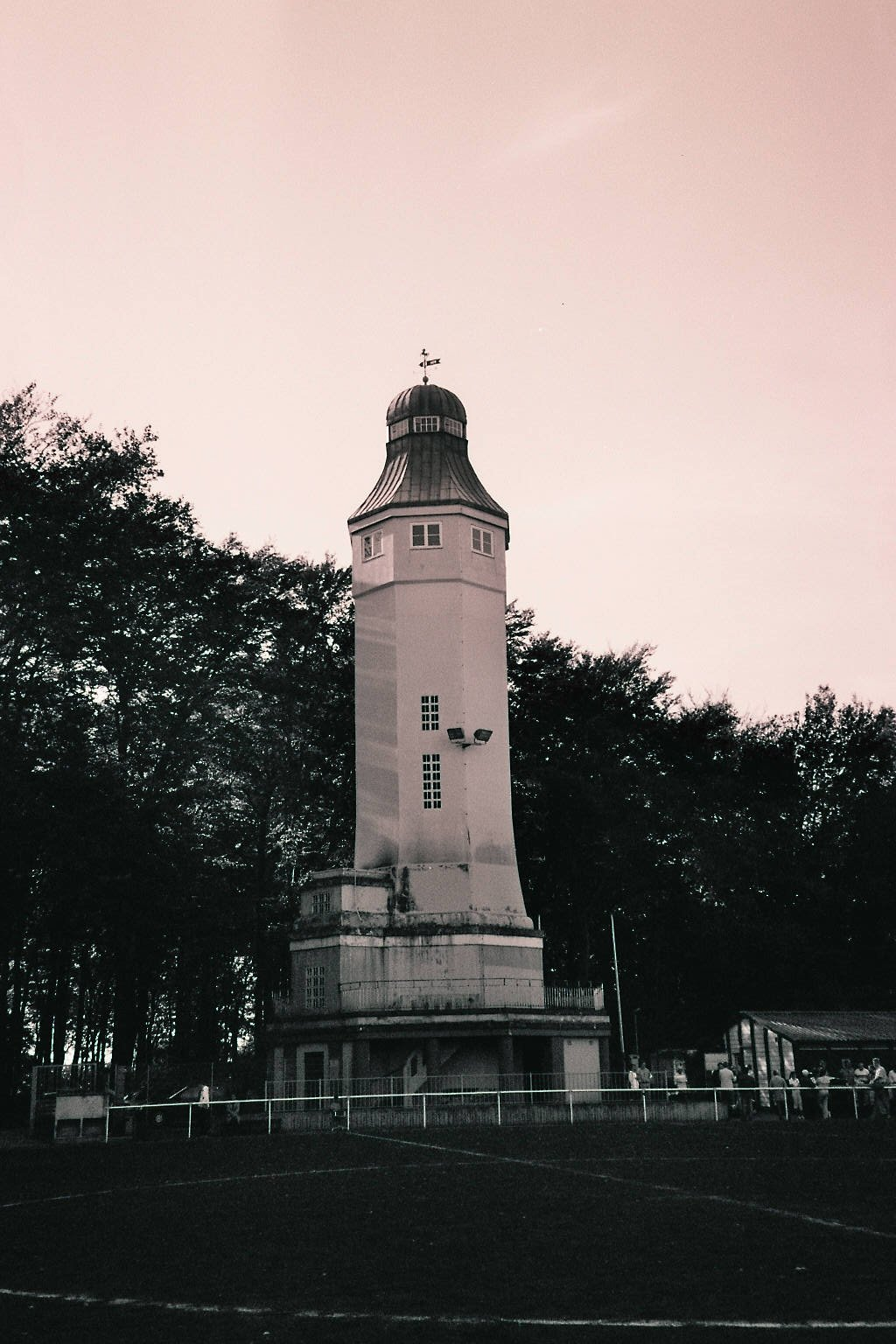
Der Kaiser-Wilhelm-Turm in Sodingen

In Herne gibt es diverse Parks und Naherholungsgebiete. Folgend sind einige Beispiele genannt:
- Der Gysenberger Wald im Süden Hernes im Stadtbezirk Sodingen ist ein Stadtwald und dient der Naherholung der Einwohner. An ihn ist der Gysenbergpark angegliedert, der 1970 als erster Revierpark des Ruhrgebiets gegründet wurde. Etwas weiter östlich liegt auf dem Beimberg der Volkspark Sodingen mit dem Kaiser-Wilhelm-Turm.
- Im Herner Stadtzentrum befindet sich der Stadtgarten. Nahe der Fußgängerzone der Bahnhofstraße ist als ehemaliger Friedhof der Behrenspark in eine öffentliche Grünanlage umgewandelt worden.[58]
- Der Stadtgarten Wanne-Eickel mit dem in Mondpalast umbenannten Saalbau ist das Pendant zum Herner Stadtgarten in der ehemals selbständigen Stadt im Westen Hernes. Im Stadtbezirk Eickel befindet sich der Volksgarten.
- Der Schlosspark umgibt das Schloss Strünkede in Herne-Baukau. Die Anlage ist mit mehreren Gräften landschaftlich gestaltet. In Börnig ist der KunstWald Teutoburgia eine Station der Route der Industriekultur.

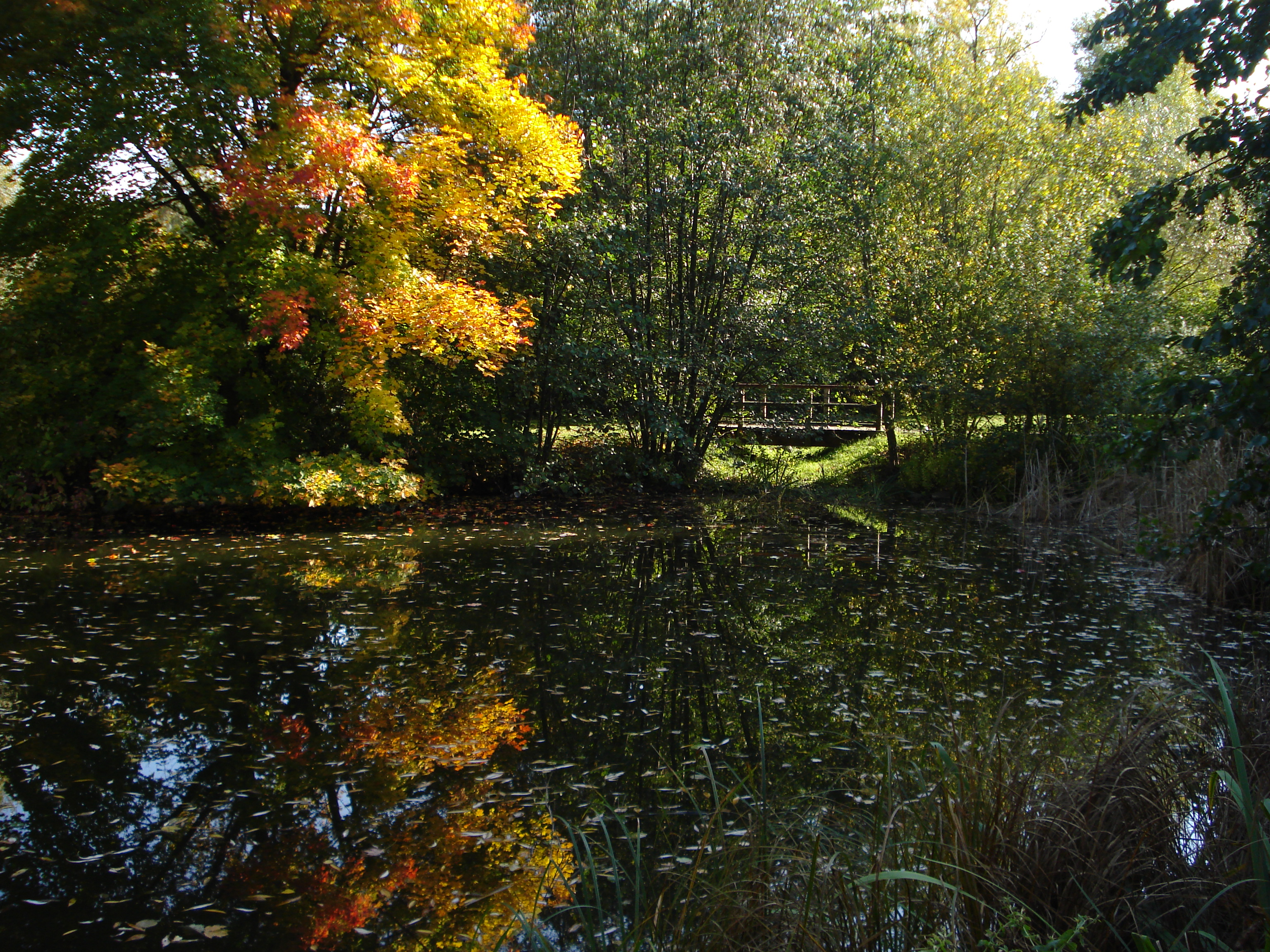
Herbstimpression im Südpark

- Der Südpark wurde im südlichen Herner Stadtteil Altenhöfen an der Quelle des Westbachs angelegt. Im Zentrum der Parkanlage befindet sich, vom Westbach gespeist, der „Ententeich“.
- Im Sportpark von Wanne-Süd befinden sich das Stadion des DSC Wanne-Eickel sowie der Fußballplatz des DJK Wanne-Eickel 88. Außerdem ist dort ein von Jugendlichen vielgenutzter öffentlich zugänglicher Kunstrasenplatz zu finden.
- Der Königsgruber Park an der Grenze zu Bochum im Ortsteil Röhlinghausen bietet weitläufige Rasenflächen und verzweigte Wege durch kleine Gehölze sowie einen Flugplatz für Modellflugzeuge. Wegen seiner Randlage fernab der Hauptverkehrsstraßen ist dieser Park bei vielen Joggern, Spaziergängern und Radlern beliebt.

Das Stadtgebiet wird flankiert von zwei Regionalen Grünzügen des Regionalverbandes Ruhr: Im Westen Hernes führt der Regionale Grünzug D vom Rhein-Herne-Kanal zum Westpark in Bochum. Im Osten der Stadt verläuft zwischen Herne und Castrop-Rauxel der Regionale Grünzug E.
Als ebenfalls bedeutende Grünflächen gelten heute die städtischen Friedhöfe. Der größte ist der Südfriedhof an der Wiescherstraße. Auf Gebiet der Stadt Herten liegt der Waldfriedhof Herne.

### Sport
Herne hat mehrere namhafte Fußball-Mannschaften, von denen der SC Westfalia 04 Herne, der 1959 Westdeutscher Meister war, und der DSC Wanne-Eickel zeitweise gemeinsam in der damaligen 2. Bundesliga Nord spielten. Traditionsreich ist neben diesen vor allem der SV Sodingen, der als Oberligist in den 1950er-Jahren noch vor Westfalia Herne für Furore sorgte.
Die Basketball-Damen des Herner TC spielen seit der Saison 2007/2008 (mit einem Jahr Unterbrechung, 2011/2012) in der Damen-Basketball-Bundesliga. Das Team gewann 1× die Deutsche Meisterschaft (Saison 2018/19) und 2× den Pokal (Saison 2018/19 und 2021/22). Die Herrenmannschaft des Herner TC ist in der Oberliga aktiv.
Der Bogensportverein Sherwood BSC Herne hat die erfolgreichsten Bogenschützen Deutschlands hervorgebracht.
Der älteste Schützenverein in Herne ist der im Jahre 1857 gegründete Bürger-Schützenverein Holthausen.
Ebenfalls spielt in Herne der Baseball- und Softballverein Herne Lizards. Größter Erfolg der Vereinsgeschichte war der 10. Platz bei der Mixed-Softball Champions League 2011 in Berlin, der inoffiziellen deutschen Meisterschaft im Mixed-Softball.
Der Eishockey-Verein Herner EV spielte auch zeitweise erfolgreich in der 1. Liga Nord. Nach seiner Insolvenz (1999/2000) fusionierte der Herner EV mit der ESG Twister, woraus der neue Verein Herner EV Blizzards entstand. Diese spielen in der Regionalliga NRW (West) vor durchschnittlich ca. 1000 Zuschauern, bei attraktiven Gegnern auch vor deutlich mehr. In der Saison 2006/07 gewannen sie das Finalspiel gegen den RT Bad Nauheim mit 6:3.
Im Sommer 2007 wurde zusätzlich zur HEG der Herner Eissportverein 2007 gegründet. Der im Gegensatz zur HEG nicht finanziell belastete Verein übernahm zuerst den Spielbetrieb der 2. Mannschaft, des Nachwuchses und der Frauenmannschaft der HEG. Wegen der nur bei der HEG liegenden Teilnahmeberechtigung an der – viertklassigen – Regionalliga NRW 2007/08 für die erste Mannschaft tritt diese als Spielgemeinschaft aus beiden Vereinen – in eine neue GmbH ausgelagert – an. Die HEG sollte stattdessen nach dem endgültigen Abschluss des Insolvenzverfahrens nicht weiter am Leben erhalten werden. Im Jahre 2007 schaffte der Verein in seiner Premierensaison die sportliche Qualifikation für die Oberliga.
Der Ruderverein Emscher an der Schleuse Wanne-Eickel des Rhein-Herne-Kanals hat seit seiner Gründung im Jahre 1928 viele nationale und internationale Erfolge vorzuweisen. So wurde der Achter 1965 Deutscher Juniorenmeister, der Doppelvierer mit Steuermann wurde 1969 Deutscher Jugendmeister. Die Ruderer Winfried Firley und Walter Käß des RV Emscher waren Mitglied des Deutschland-Achter und kamen 1972 als Vize-Weltmeister nach Wanne-Eickel zurück. Thomas Domian, Olympiasieger von 1988 fuhr zeitweise für den RV Emscher. Annina Ruppel, während ihrer gesamten sportlichen Laufbahn Vereinsmitglied, errang sie zwischen 2001 und 2003 Gold, Silber und Bronze im deutschen Frauenachter. Bernd Heidicker, 1995/1996 als Vereinsmitglied Junioren-Weltmeister im Achter und Junioren-Vizeweltmeister im Zweier ohne Steuermann. Schlagmann im Deutschland-Achter und Gewinner von Gold, Silber und Bronze bei den Weltmeisterschaften 2001–2007. Schlagmann für den RV Emscher in der Ruder-Bundesliga.
Wichtige Fußballsportstätten in Herne sind das Stadion am Schloss Strünkede, Spielstätte des SC Westfalia 04 Herne, und das Stadion im Sportpark Wanne-Süd, das Heimat des DSC Wanne-Eickel ist. Am Gysenbergpark befindet sich die Eis-Arena Herne, in der der Herner EV antritt.
Herne verfügt über drei öffentliche Schwimmbäder. Im Gysenbergpark in Sodingen befindet sich das Sole-, Wellen- und Freibad LAGO. Der Südpool, ein kombiniertes Hallen- und Freibad (vormals Sommerbad und nur Freibad), liegt südlich der Herner Innenstadt und das Wanner Hallenbad. Gegenüber dem Wanner Hallenbad befindet sich das Sol- und Thermalbad Wilhelmsquelle im Stadtbezirk Wanne das vom St. Josefs-Krankenhaus betrieben wird. Das insbesondere bei Familien sehr beliebte Spaßbad Wananas in Wanne fiel am 10. November 2011 einem Großbrand zum Opfer und wurde als erweiterter Neubau im Dezember 2016 wieder geöffnet.
2021 bewarb sich die Stadt als Host Town für die Gestaltung eines viertägigen Programms für eine internationale Delegation der Special Olympics World Summer Games 2023 in Berlin. 2022 wurde sie als Gastgeberin für Special Olympics Irak ausgewählt. Damit wurde sie Teil des größten kommunalen Inklusionsprojekts in der Geschichte der Bundesrepublik mit mehr als 200 Host Towns.

### Regelmäßige Veranstaltungen

#### Festivals und Musik
- Als ein kulturelles Ereignis von internationalem Rang finden jährlich im November die Tage Alter Musik in Herne statt.
- Seit 2002 finden die über die Stadtgrenzen bekannten Wanner Mondnächte in Wanne rund um den Buschmannshof statt. Sie nehmen den Kult um den bekannten Mond von Wanne-Eickel auf, der auch im Lied von Friedel Hensch und die Cyprys im Titel Der Mond von Wanne-Eickel besungen wird. Das Musikfestival, bei dem teilweise auch bekannte Coverbands auftreten, findet jährlich im Mai oder Juni an zwei bis drei aufeinander folgenden Tagen statt.[63]
- Seit 2008 findet das KAZ-Open-Air im Skatepark Hibernia statt.[64] In das Festival ist ein Skatecontest integriert.
- Die Goldene Kurbel, der weltweit älteste Filmpreis für Filme, die das Fahrrad zum Thema haben, wird alljährlich auf dem International Cycling Film Festival vergeben. Das Filmfestival wird seit 2009 in den Herner Flottmann-Hallen eröffnet.[65]

#### Kunstmesse
Seit 1996 findet in den Flottmann-Hallen regelmäßige eine Kunstmesse statt. Seit 2005 wird dort von den Herner Stadtwerken der Kunstpreis für junge Kunst „KUBO“ verliehen. 2006 wurde vom Veranstalter entschieden, den Namen dieses recht erfolgreichen Messehybriden von der militanten „Kunstbombe“ in die varietéartige „Kuboshow“ zu überführen, ohne den soziokulturellen Charakter der Veranstaltung zu ändern.

#### Volksfeste
Ab dem Donnerstag vor dem ersten Freitag im August wird im Stadtbezirk Wanne für die Dauer von elf Tagen die Cranger Kirmes veranstaltet. Es ist eines der größten Volksfeste (4.700.000 Besucher 2008) in Deutschland nach dem Münchener Oktoberfest (siehe Liste der größten Volksfeste in Deutschland).
Das größte öffentliche Picknick Deutschlands findet einmal im Jahr im Rahmen des Boulevardfestes auf der Bahnhofstraße statt. Zum Nightlight-Dinner laden jedes Jahr über 900 Meter festlich geschmückter Tische zum Feiern ein.

## Lokalkolorit
Im Stadtbild lebt die Bergbauvergangenheit in einigen erhaltenen Fördertürmen fort.
Die 1975 zusammengeschlossenen Städte (Alt-)Herne und Wanne-Eickel haben zwei verschiedene telefonische Ortsnetzkennzahlen. Die 2012 erfolgte Kennzeichenliberalisierung brachte die Wiedereinführung des Kraftfahrzeugkennzeichens „WAN“, ehemals für Wanne-Eickel, alternativ zu „HER“. Neben Bahnhof Herne gibt es keinen Hauptbahnhof Herne, aber Wanne-Eickel hat einen solchen. Stationen in den Stadtteilen bestehen wiederum in Wanne-Eickel nicht mehr, jedoch bei Herne (Haltepunkt Herne-Börnig, ex Wanne-Eickel–Unser Fritz).
Wanne-Eickel kann zudem einen hohen Bekanntheitsgrad für sich reklamieren, beispielsweise durch das Lied „Der Mond von Wanne-Eickel“ oder die Cranger Kirmes.

## Persönlichkeiten
Persönlichkeiten der Stadt Herne sind die Ehrenbürger, Söhne und Töchter der Stadt sowie weitere Persönlichkeiten, die in Herne gelebt haben oder noch leben.

## Sonstiges

### Patenschaften

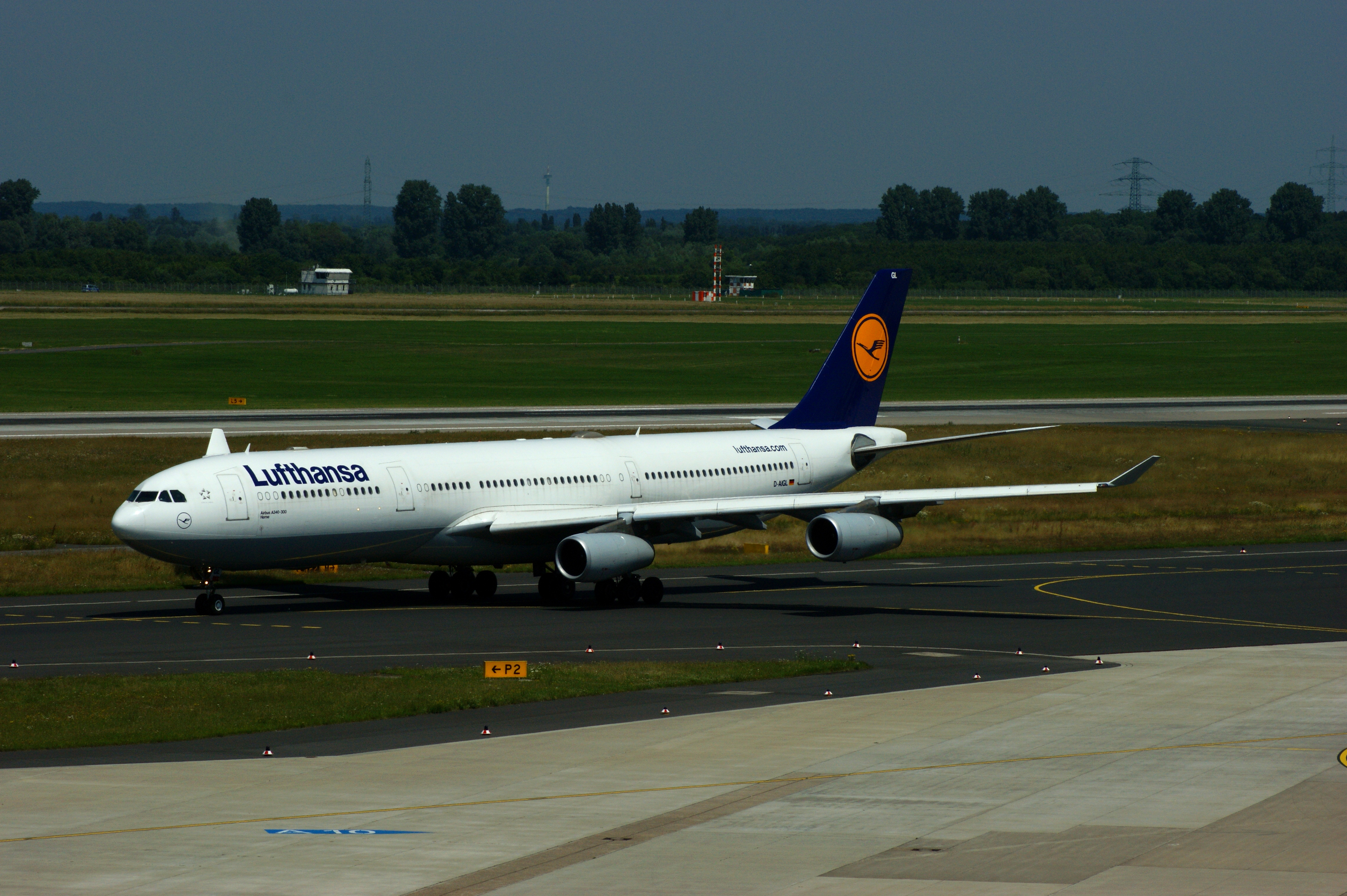
Airbus „Herne“ der Lufthansa

Die Stadt Herne hat die Patenschaft über einen Lufthansa Airbus A340-313X mit der Kennung D-AIGL übernommen, der von der Lufthansa auf Interkontinentalflügen eingesetzt wird.
Ferner hielt Herne die Patenschaft des Marine-Schnellboots S63 „Geier“ zwischen 1976 und seiner Außerdienststellung im Jahre 2005.

### Focus-Städtetest
Herne schnitt von 83 getesteten Städten im Focus-Städtetest 2000 am schlechtesten ab und belegte hinter Recklinghausen und Remscheid Platz 83. Grund hierfür seien unter anderem fehlende kulturelle und sonstige Freizeiteinrichtungen sowie ein geringer Anteil hochqualifizierter Arbeitsplätze.
Im Jahr 2019 kam Herne vor Gelsenkirchen auf den vorletzten Platz.

### Trivia
Die Laubenstraße in der Siedlung Teutoburgia im Osten von Herne diente dem deutschen Kinofilm Die Vampirschwestern als Filmkulisse.
Zusammenlegungen von Städten führten im Ruhrgebiet zu mehreren Doppelnamen. Daher die scherzhafte Bemerkung: „Castrop-Rauxel, zu deutsch Wanne-Eickel“.
Fans von Borussia Dortmund verwenden den Namen Herne/West für den Erzrivalen FC Schalke 04 um dessen Namen nicht auszusprechen.